# Apollo 16
A Apollo 16 foi um voo espacial tripulado norte-americano responsável pelo quinto e penúltimo pouso na Lua. A missão foi a segunda planejada para realizar uma estadia mais longa na superfície lunar, ser focada em ciência e utilizar o Veículo Explorador Lunar para locomoção. A Apollo 16 foi lançada do Centro Espacial John F. Kennedy em Cabo Kennedy na Flórida por um foguete Saturno V no dia 16 de abril de 1972, porém ela sofreu de vários pequenos problemas no caminho para a Lua, culminando em um problema no propulsor do módulo de comando e serviço Casper que quase levou ao aborto da alunissagem.
Os astronautas John Young e Charles Duke alunissaram o módulo lunar Orion no dia 21 de abril nas Terras Altas de Descartes e passaram um total de 71 horas na superfície, vinte horas das quais em atividades extraveiculares. Os dois exploraram a região com o Veículo Explorador Lunar, semelhante ao que havia sido feito na Apollo 15, o que lhes permitiu atravessar mais de 26 quilômetros e coletar 95 quilogramas de material para análise na Terra. A região de Descartes fora escolhida para que os astronautas pudessem colher amostras geológicas bem mais antigas do que aquelas adquiridas em missões anteriores.
Ao mesmo tempo, o astronauta Ken Mattingly permaneceu em órbita lunar operando o Casper. Ele coletou vários dados sobre a Lua através dos instrumentos científicos do módulo e tirou centenas de fotografias da superfície. O Orion reencontrou depois com o Casper em órbita no dia 24 de abril a fim de retornarem para a Terra, mas antes lançaram uma pequeno subsatélite em órbita. Mattingly realizou uma caminhada espacial durante a viagem de volta para poder recuperar cartuchos de dados do módulo de serviço. Os três astronautas retornaram em segurança, com a missão tendo realizado todos os seus objetivos.

## Antecedentes
A NASA tinha originalmente encomendado quinze foguetes Saturno V para alcançar o objetivo do Programa Apollo de realizar um pouso tripulado na Lua até o final da década de 1960; entretanto, na época não se sabia quantas missões seriam necessárias. O sucesso veio em julho de 1969 com o sexto Saturno V na Apollo 11, restando nove foguetes para um plano de dez alunissagens. Estes planos incluíam uma versão maior e mais pesada da nave Apollo que seria usada nas últimas cinco missões, Apollo 16 até Apollo 20. O módulo lunar modificado seria capaz de ficar 75 horas na superfície lunar e carregaria o Veículo Explorador Lunar. O módulo de serviço carregaria um pacote de experimentos orbitais a fim de conseguir mais dados sobre a Lua. Entretanto, antecipando cortes em seu orçamento, a NASA cancelou em setembro de 1970 as últimas três missões. A Apollo 16 tornou-se a segunda das missões estendidas, conhecidas como missões J.

## Tripulação

### Principal
| Posição                     | Astronauta              |
| --------------------------- | ----------------------- |
| Comandante                  | John W. Young           |
| Piloto do Módulo de Comando | T. Kenneth Mattingly II |
| Piloto do Módulo Lunar      | Charles M. Duke Jr.     |

O Comandante da Apollo 16 era John Young, na época com 41 anos de idade e um capitão da Marinha dos Estados Unidos. Tinha sido selecionado astronauta em 1962 como parte do Grupo 2 da NASA e voou pela primeira vez em 1965 na Gemini III junto com Gus Grissom, tornando-se o primeiro norte-americano que não era membro do Grupo 1 da NASA a viajar ao espaço. Depois disso ele comandou a Gemini X em 1966 com Michael Collins e foi o Piloto do Módulo de Comando da Apollo 10 em 1969 ao lado de Thomas Stafford e Eugene Cernan. Com a Apollo 16, Young se tornou apenas a segunda pessoa a ir ao espaço quatro vezes, depois de Jim Lovell.
O Piloto do Módulo de Comando era Ken Mattingly, então com 36 anos e um tenente-comandante da Marinha. Fora selecionado astronauta em 1966 como parte do Grupo 5 da NASA e serviu nas tripulações de suporte da Apollo 8 e Apollo 9. Realizou treinamento junto com William Anders como Piloto do Módulo de Comando reserva da Apollo 11, pois Anders tinha anunciado que se aposentaria depois de julho de 1969, ficando indisponível caso a missão fosse adiada. Mattingly foi selecionado para a tripulação principal da Apollo 13, porém foi exposto à rubéola. Ele nunca contraiu a doença, mas foi removido da tripulação três dias antes do lançamento e substituído por John Swigert.
O Piloto do Módulo Lunar era Charles Duke, então com 36 anos de idade, o que fez dele o mais jovem de todos os astronautas que caminharam na Lua durante o Programa Apollo. Na época era um tenente-coronel da Força Aérea dos Estados Unidos e também fora escolhido astronauta no Grupo 5. Duke tinha atuado como parte da tripulação de suporte da Apollo 10 e Piloto do Módulo Lunar reserva da Apollo 13. Os astronautas foram anunciados como os tripulantes em 3 de março de 1971.

### Reserva
| Posição                     | Astronauta        |
| --------------------------- | ----------------- |
| Comandante                  | Fred W. Haise Jr. |
| Piloto do Módulo de Comando | Stuart A. Roosa   |
| Piloto do Módulo Lunar      | Edgar D. Mitchell |

A tripulação reserva era formada por Fred Haise, Stuart Roosa e Edgar Mitchell como, respectivamente, Comandante, Piloto do Módulo de Comando e Piloto do Módulo Lunar. Donald Slayton, o Diretor de Operações de Tripulações de Voo, tinha originalmente planejado uma tripulação reserva formada por Haise, William Pogue e Gerald Carr, que pela rotação de tripulações se tornaria a tripulação principal da Apollo 19. Entretanto, depois do cancelamento da Apollo 18 e Apollo 19 em setembro de 1970, fez mais sentido usar de reservas astronautas que já tinham voado em missões lunares, em vez de treinar outros naquilo que seria uma designação sem futuro. Desta forma, Roosa e Mitchell, veteranos da Apollo 14, foram escolhidos como reservas, enquanto Pogue e Carr foram transferidos para o Programa Skylab, voando na Skylab 4 em 1973.

### Suporte
Uma terceira tripulação de astronautas foi adicionada para o Programa Apollo, conhecida como tripulação de suporte. Slayton a criou porque James McDivitt, que comandou a Apollo 9, acreditava que reuniões que necessitariam da presença de um membro da tripulação de voo seriam perdidas, devido às preparações que ocorreriam em instalações por todos os Estados Unidos. Os membros da tripulação de suporte, assim, deveriam ajudar de acordo com as ordens do comandante da missão. Eles geralmente tinham um nível hierárquico mais baixo, e suas funções consistiam em manter o plano de voo, listas de checagens e regras da missão, e também em garantir que as tripulações principal e reserva fossem notificadas das mudanças. Também desenvolviam procedimentos que deveriam estar prontos quando as tripulações principal e reserva fossem treinar em simuladores. A tripulação de suporte da Apollo 16 era formada por Anthony England, Karl Henize, Henry Hartsfield, Robert Overmyer e Donald Peterson.

### Controle da Missão

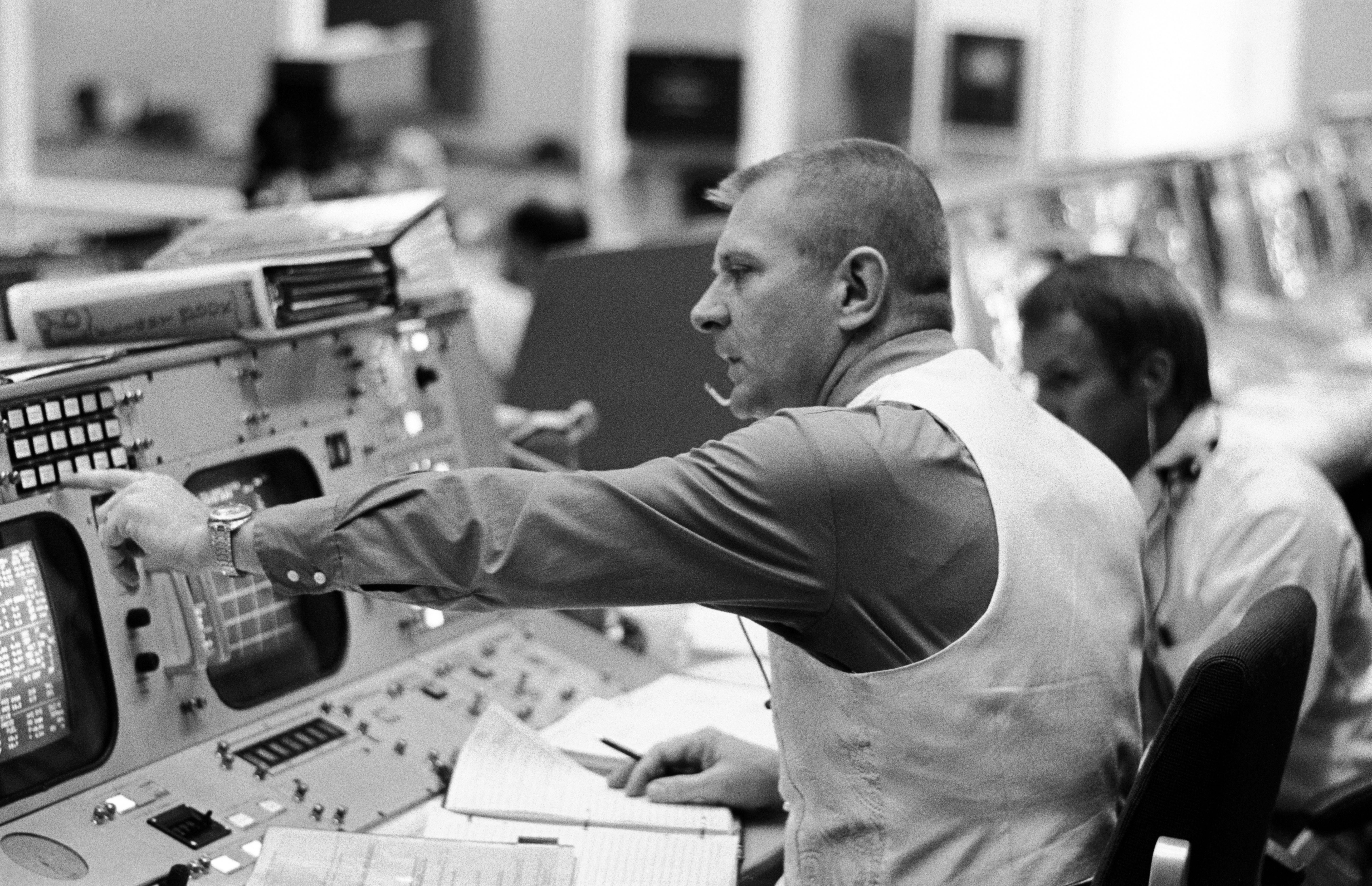
Kranz em seu console antes do lançamento; atrás dele está Griffin

O comunicador com a cápsula (CAPCOM) era um astronauta que atuava a partir do Controle da Missão no Centro de Espaçonaves Tripuladas, em Houston, no Texas, que era a única pessoa autorizada a se comunicar diretamente com a tripulação no espaço. Os CAPCOMs da Apollo 16 foram Haise, Roosa, Mitchell, James Irwin, England, Peterson, Hartsfield e Gordon Fullerton.
Também havia diretores de voo divididos em três equipes de controladores, cada uma trabalhando em turnos de, normalmente, por volta de oito horas. Seu trabalho no Programa Apollo era descrito em uma única frase: "O diretor de voo deve tomar quaisquer ações necessárias para a segurança da tripulação e o sucesso da missão". Os diretores de voo da Apollo 16 foram Pete Frank e Philip Shaffer no primeiro turno, Gene Kranz e Donald Puddy no segundo, e Gerry Griffin, Neil Hutchinson e Charles Lewis no terceiro.

## Emblema e chamada

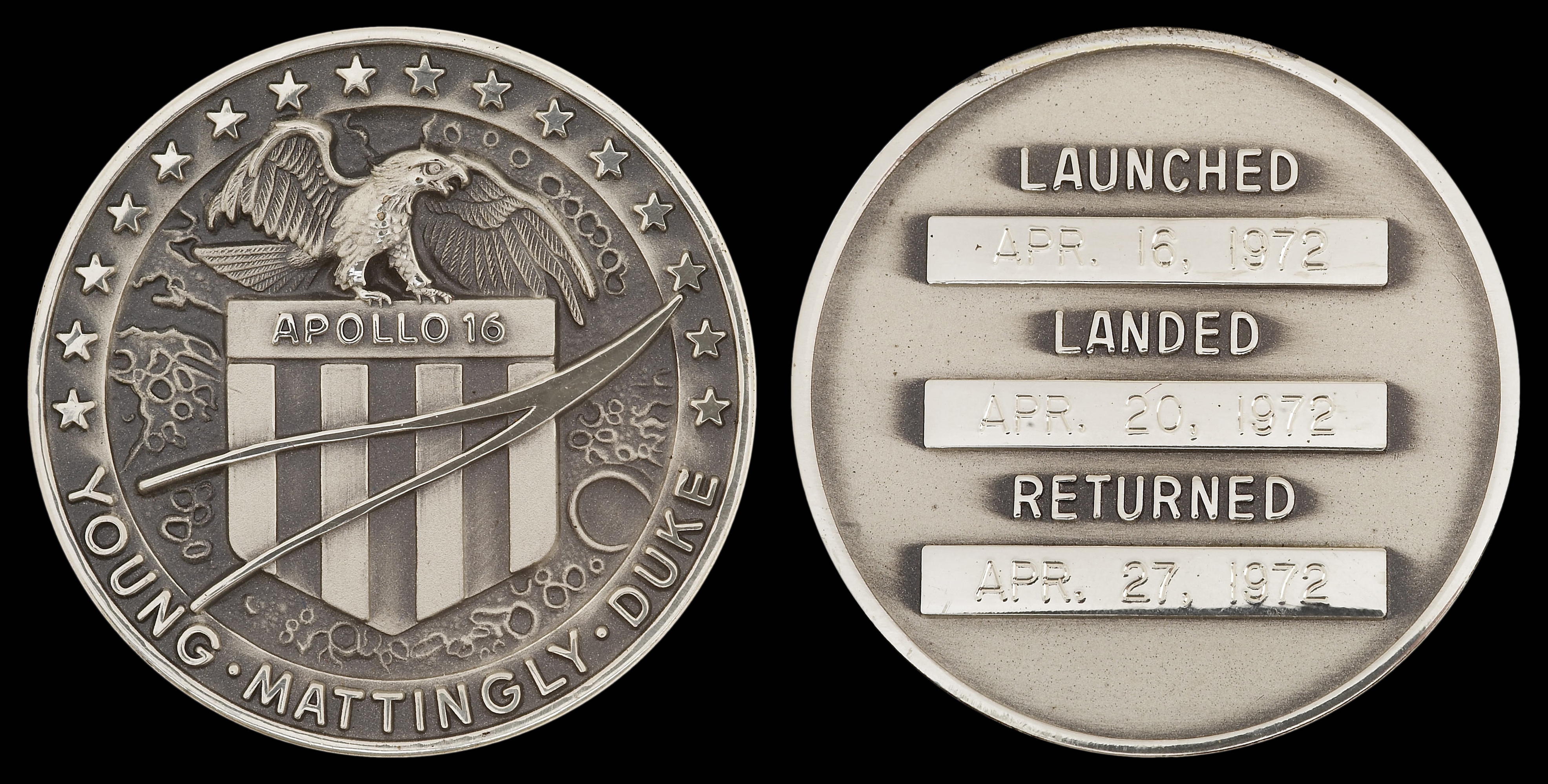
Um medalhão de prata comemorativo que voou a bordo da Apollo 16

O emblema da Apollo 16 é circular e possuí uma águia-americana pousada sobre um escudo vermelho, branco e azul, representando o povo dos Estados Unidos. Atrás está um fundo cinza representando a superfície lunar. Acima do escudo está o vetor dourado da NASA. Ao redor está uma faixa azul com borda dourada, dentro da qual já dezesseis estrelas, representando o número da missão, e o nome dos três astronautas embaixo. O emblema foi criado a partir de ideias concebidas pelos três astronautas, com a versão final tendo sido desenhada por Barbara Matelski da equipe gráfica do Centro de Espaçonaves Tripuladas em Houston.
Young e Duke escolheram chamar o Módulo Lunar de Orion, enquanto Mattingly escolheu nomear o Módulo de Comando e Serviço de Casper. Segundo Duke, Orion foi escolhido porque eles queriam algo conectado com estrelas. Orion é uma das constelações mais brilhantes e visíveis da Terra e uma que também seria bem visível para os astronautas durante sua viagem. Duke também afirmou que "é uma constelação proeminente e fácil de pronunciar e transmitir para o Controle da Missão". Mattingly, por sua vez, disse que escolheu Casper em homenagem ao personagem Gasparzinho, explicando que "há coisas sérias suficientes neste voo, então escolhi um nome descontraído".

## Preparações

### Escolha do local
A Apollo 16 foi a segunda missão J do Programa Apollo, caracterizada pelo uso do Veículo Explorador Lunar, aumento nas capacidades científicas e estadias de três dias. Como a Apollo 16 e Apollo 17 seriam as últimas missões e não teriam equipamentos ou procedimentos novos para serem testados, elas criavam oportunidades para esclarecer algumas incertezas sobre as características da Lua. Os cientistas estavam atrás de informações sobre seus primórdios, que poderiam ser obtidas de suas superfícies mais antigas, as terras altas. Missões anteriores, como a Apollo 14 e Apollo 15, tinham colhido amostras de materiais pré-mare, provavelmente jogadas das terras altas por impactos de meteoritos. Foram datados de antes de lava fluir para a superfície e inundar as áreas baixas e bacias. Mesmo assim, nenhuma missão tinha visitado uma terra alta.
A Apollo 14 tinha visitado e amostrado uma cordilheira de materiais ejetados pelo impacto que havia criado a bacia do Mare Imbrium. Da mesma forma, a Apollo 15 tinha visitado outra região do Mare Imbrium, a extremidade. Já que os locais de alunissagem da Apollo 14 e Apollo 15 eram associados com a bacia do Mare Imbrium, ainda havia chances que processos geológicos diferentes eram prevalentes em áreas de terras altas. O cientista Dan Milton, ao estudar fotografias das terras altas tiradas pelo Lunar Orbiter, viu uma área da região de Descartes com um albedo incomumente alto, teorizando que isto se deu por rochas vulcânicas; sua teoria rapidamente ganhou grande apoio. Vários membros da comunidade científica perceberam que as terras altas lunares centrais eram parecidas com regiões da Terra criadas por processos vulcânicos, levantando a hipótese de que o mesmo poderia ser verdadeiro na Lua. Eles esperavam que os resultados da Apollo 16 proporcionassem uma resposta. Alguns cientistas defenderam uma alunissagem próxima da cratera Tycho, porém isto foi descartado por sua distância do equador lunar e o fato de que o Módulo Lunar precisaria se aproximar sobre terreno acidentado.

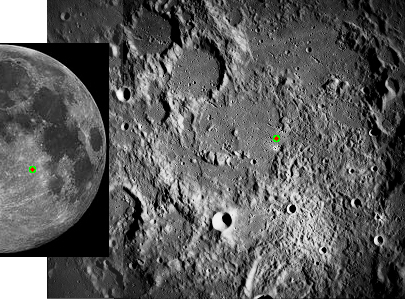
Local de alunissagem da Apollo 16

O Comitê Ad Hoc de Avaliação de Local da Apollo se reuniu em abril e maio de 1971 para decidir os locais de alunissagem da Apollo 16 e Apollo 17; foi presidido pelo geólogo Noel Hinners da Bell Telephone Laboratories. Havia um consenso de que os últimos locais deveriam ser nas terras altas, com um dos locais considerados para a Apollo 16 sendo a região das Terras Altas de Descartes ao oeste de Mare Nectaris e da cratera Alphonsus. A distância considerável entre o local de Descartes e os locais de alunissagem de outras missões também beneficiaria a rede de sismógrafos instalados em cada local desde a Apollo 12.
Três objetivos foram determinados como sendo de interesse primário e de suma importância em Alphonsus: a possibilidade de material de impacto antigo pré-Imbrium das paredes da cratera, a composição do interior da cratera e a possibilidade de atividade vulcânica passada no fundo da cratera em várias outras pequenas crateras "satélites". Entretanto, os geólogos temiam que as amostras pudessem ter sido contaminadas pelo impacto Imbrium, impedindo assim que a Apollo 16 coletasse material anterior. Também havia a possibilidade que esse objetivo já tivesse sido realizado pela Apollo 14 e Apollo 15, pois as amostras da Apollo 14 ainda não tinham sido totalmente analisadas e as amostras da Apollo 15 ainda não tinham sido obtidas.
O comitê decidiu em 3 de junho de 1971 que a Apollo 16 alunissaria em Descartes. Depois desta decisão, a cratera de Alphonsus foi considerada como a candidata mais provável para a Apollo 17, porém ela foi depois rejeitada. Descartes foi determinado como sendo seguro o bastante para uma alunissagem tripulada com a ajuda de fotografias orbitais tiradas pela Apollo 14. O local de alunissagem específico ficava entre duas jovens crateras de impacto, North Ray e South Ray, que tinham um quilômetro e 680 metros de diâmetro, respectivamente, que proporcionavam "buracos de escavação naturais" que penetravam pelo regolito lunar, deixando a rocha matriz exposta para coleta de amostras.

### Treinamento
Além do treino normal na espaçonave Apollo, Young, Duke e Haise passaram por um grande programa de treinamento geológico que incluiu várias viagens de campo que tinham a intenção de apresentá-los a conceitos e técnicas que usariam para analisar características e coletar amostras na superfície lunar. Durante essas viagens, eles visitaram e deram descrições científicas de características geológicas que provavelmente encontrariam. Mitchell não estava disponível nos primeiros treinamentos, pois ainda estava ocupado com tarefas da Apollo 14, mas juntou-se ao grupo em setembro de 1971. Antes disso, England ou um dos geólogos da equipe costumava treinar junto com Haise.

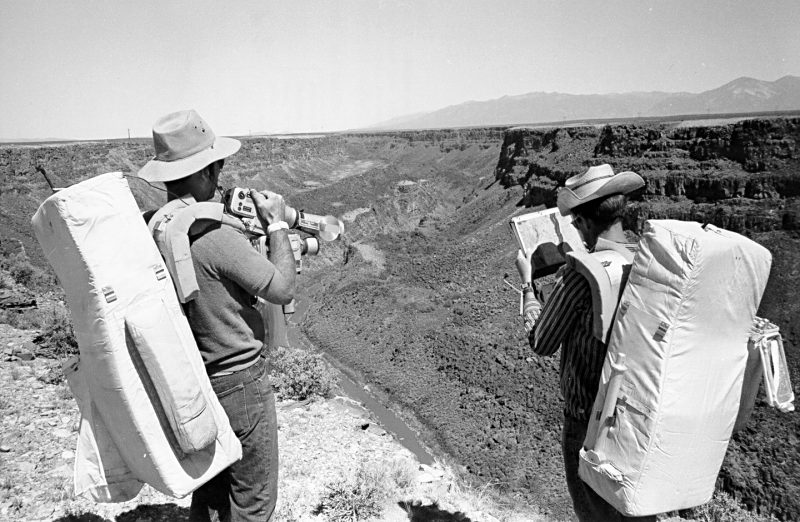
Young e Duke treinando no Desfiladeiro do Rio Grande, setembro de 1971

Uma boa parte do treinamento foi direcionada para rochas e características vulcânicas, porém também houve viagens de campo para locais com outros tipos de rochas. Young depois comentou que o treinamento não-vulcânico foi mais útil, já que Descartes não mostrou-se ser vulcânico. Eles visitaram Sudbury, em Ontário, em julho de 1971 para exercícios de treinamento geológicos, a primeira vez que astronautas norte-americanos treinaram no Canadá. A tripulação da Apollo 14 tinha visitado um local na Alemanha Ocidental, porém o geólogo Don Wilhelms relatou que incidentes não-especificados fizeram com que Slayton vetasse quaisquer viagens de treinamento para a Europa no futuro. Os geólogos escolheram Sudbury por causa de uma cratera de 97 quilômetros de diâmetro criada pelo impacto de um meteorito 1,8 bilhões de anos atrás. A Bacia de Sudbury mostra evidências de geologia de cone quebrado, o que familizaria os astronautas com evidências de um impacto de meteorito. Não usaram trajes espaciais durante esses treinamentos, mas carregaram equipamentos de rádio para conversarem uns com os outros e com England, praticando procedimentos que usariam na superfície lunar. As viagens de campo se tonaram grandes exercícios até o final dos treinamentos, envolvendo até oito astronautas e dezenas de pessoal de apoio, também atraindo atenção da mídia. Houve também um treinamento na Área de Testes de Nevada, em que as grandes crateras deixadas por explosões nucleares simulavam as grandes crateras encontradas na Lua, com todos os participantes precisando receber um certificado de segurança e listar um parente próximo, enquanto um voo de Mattingly também precisou de uma permissão especial.
Young e Duke também treinaram o uso de seus trajes espaciais, adaptação para a gravidade lunar, coleta de amostras e direção do Veículo Explorador Lunar. O fato dos astronautas terem sido reservas da Apollo 13, que também seria uma missão lunar, significou que eles poderiam passar até quarenta por cento de seu tempo de treinamento em operações de superfície. Também receberam treinamento de sobrevivência e se prepararam para os aspectos técnicos da missão. Young e Duke passaram um bom tempo estudando amostras lunares trazidas de missões anteriores, aprendendo sobre os instrumentos que seriam levados e ouvindo o que os principais investigadores encarregados desses instrumentos esperavam aprender da Apollo 16. Esse treinamento ajudou os dois a logo perceberem, já na Lua, que as esperadas rochas vulcânicas não existiam, mesmo com os geólogos no Controle da Missão não acreditando inicialmente. Boa parte do treinamento foi feito com a tripulação usando trajes espaciais, algo que Young considerou vital, pois permitiu que os astronautas aprendessem sobre as limitações de seu equipamento na realização de suas tarefas. Mattingly também foi treinado para reconhecer características geográficas da órbita ao voar sobre áreas terrestres a bordo de uma aeronave, além aprender a operar o Módulo de Instrumentos Científicos.

## Equipamentos

### Veículo

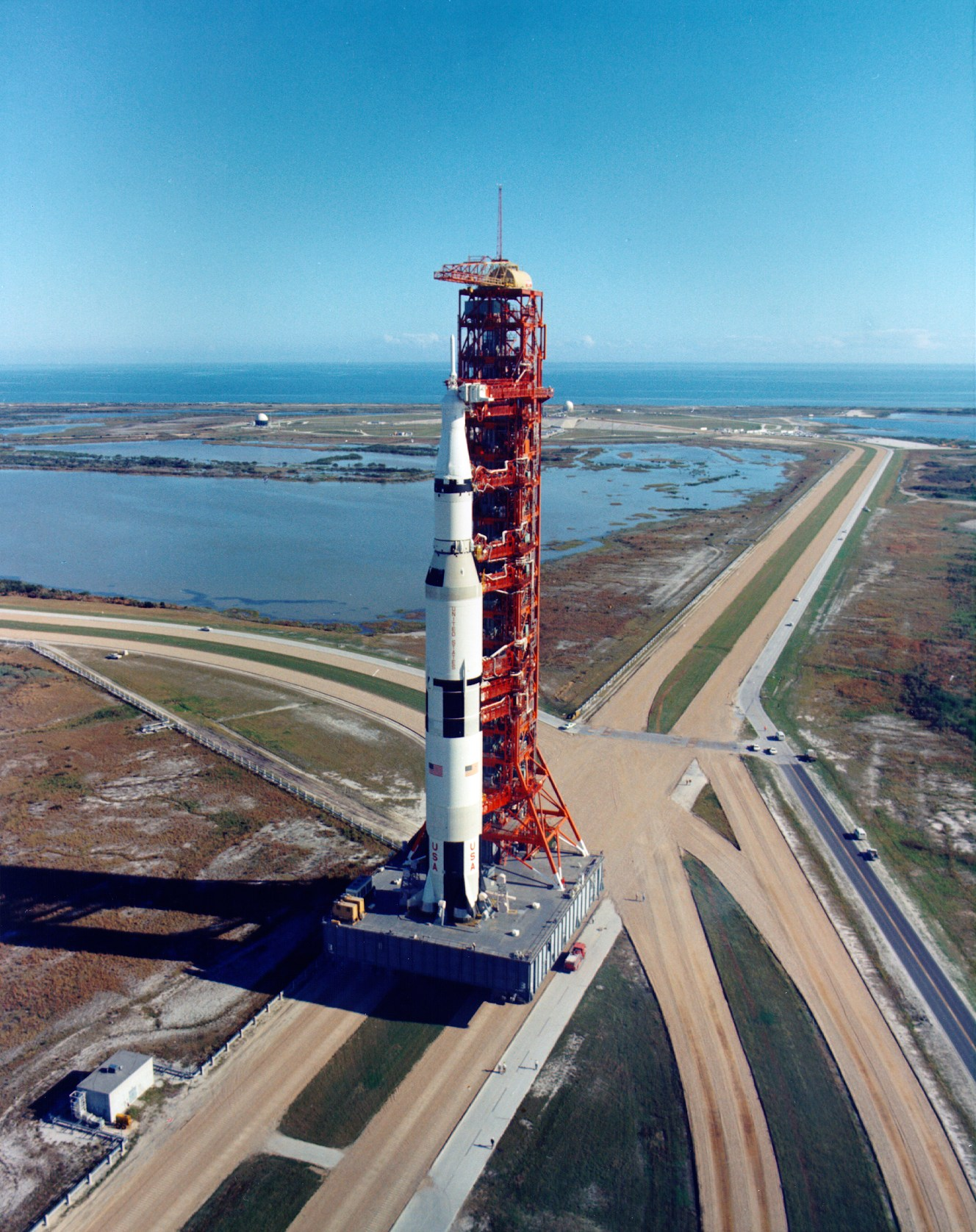
O Saturno V SA-511 com a espaçonave da Apollo 16 sendo transferido para o Complexo de Lançamento 39

O veículo de lançamento usado na Apollo 16 foi um foguete Saturno V, designado SA-511. Este foi o décimo primeiro Saturno V a voar e o nono usado em missões tripuladas. O foguete da Apollo 16 era quase idêntico ao da Apollo 15. Uma mudança realizada foi a restauração de quatro retrofoguetes no primeiro estágio S-IC, significando que ao todo haveriam oito, assim como tinha acontecido na Apollo 14 e em todas as missões anteriores. Os retrofoguetes eram usados para minimizar o risco de colisão entre o primeiro estágio descartado e o resto do Saturno V. Os quatro retrofoguetes tinham sido removidos da Apollo 15 para economizar peso, porém análises dos dados de voo mostraram que o S-IC ficou mais perto do foguete do que o esperado e temia-se que poderia haver uma colisão caso um dos quatro retrofoguetes falhasse.
Elementos da espaçonave e do veículo chegaram no Centro Espacial John F. Kennedy entre julho de 1970 e setembro de 1971. A Apollo 16 estava originalmente agendada para ser lançada em 17 de março de 1972. Entretanto, uma das bexigas do sistema de controle de reação do Módulo de Comando e Serviço estourou durante testes. Um adiamento para a próxima janela de lançamento tornou-se algo desejável devido a essa questão, mais preocupações de que as cordas explosivas que separariam o Módulo Lunar do Módulo de Comando e Serviço depois dos astronautas retornarem da superfície lunar não iriam funcionar, e também um problema no traje espacial de Duke. Consequentemente, o lançamento foi adiado para 16 de abril. O Saturno V já tinha sido transferido em 13 de dezembro de 1971 do Edifício de Montagem de Veículos para o Complexo de Lançamento 39A, forçando seu retorno em 27 de janeiro de 1972. Foi levado novamente para a plataforma em 9 de fevereiro.

### Experimentos
O Pacote de Experimentos de Superfície Lunar da Apollo voou em todas as missões da Apollo 12 em diante. Este era um conjunto de experimentos científicos que funcionavam com energia nuclear e que foram projetados para continuar funcionando depois dos astronautas retornarem para a Terra. O Pacote de Experimentos da Apollo 16 consistia no Experimento Sísmico Passivo (um sismômetro), o Experimento Sísmico Ativo, o Experimento de Fluxo de Calor Lunar e o Magnetômetro de Superfície Lunar. A energia do Pacote de Experimentos vinha do SNAP-27, um gerador termoelétrico de radioisótopos desenvolvido pela Comissão de Energia Atômica dos Estados Unidos.

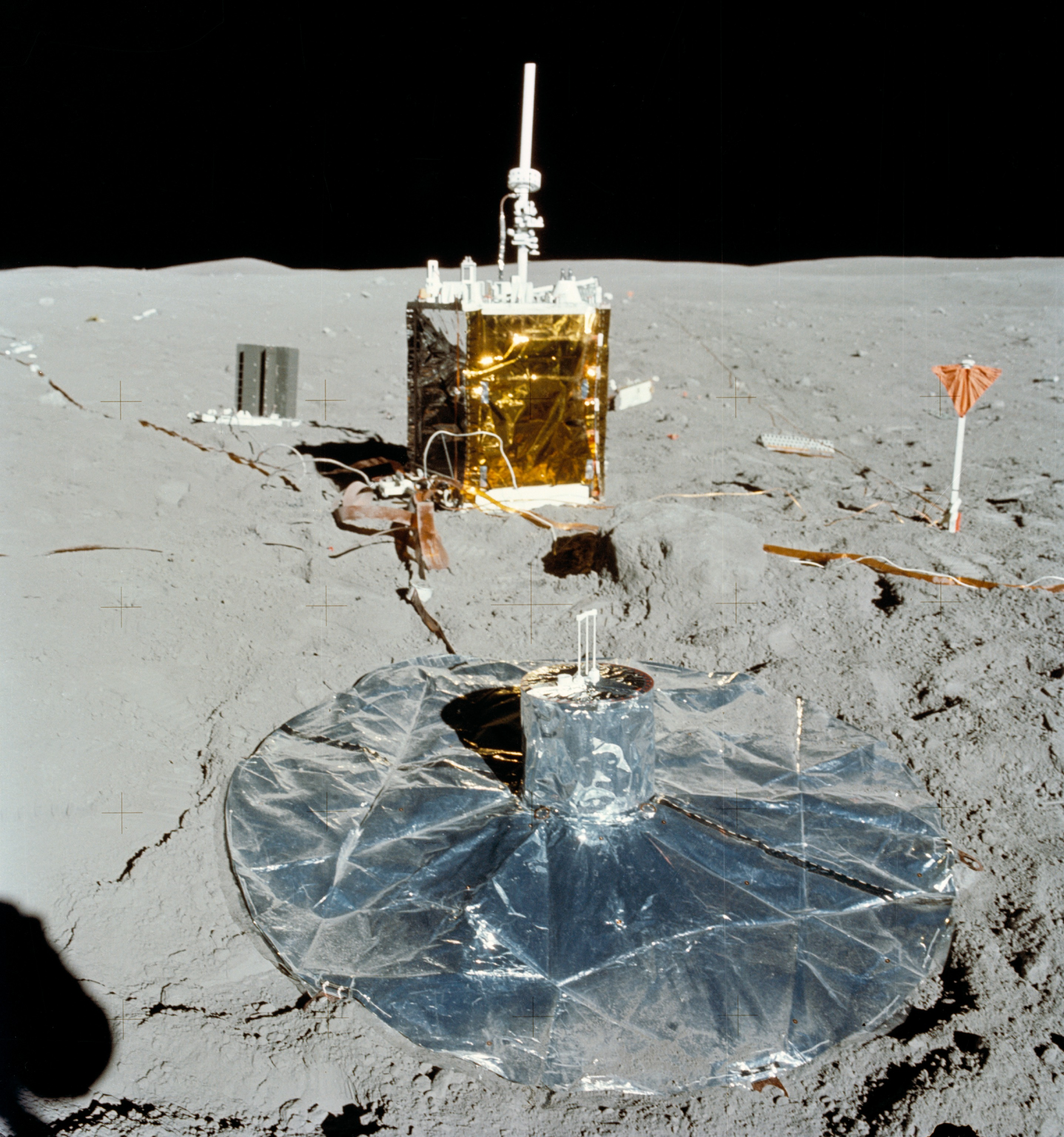
O Experimento Sísmico Passivo da Apollo 16 armado na Lua

O Experimento Sísmico Passivo foi adicionado à rede de sismômetros deixados pelas Apollo 12, Apollo 14 e Apollo 15. A NASA tinha intenção de calibrar o sismômetro ao chocar o estágio de subida do Módulo Lunar em uma região próxima depois dele ter sido descartado pelos astronautas, pois era um objeto de massa e velocidade conhecidas impactando um local também conhecido. Entretanto, o controle do estágio foi perdido logo depois da separação e isso não ocorreu. O Experimento Sísmico Ativo foi projetado para obter dados sobre a estrutura geológica da Lua e era formado por dois grupos de explosivos. O primeiro tinha três geofones conectados a uma linha de "batedores", que explodiriam durante a instalação do Pacote de Experimentos. O segundo grupo tinha quatro morteiros de tamanhos diferentes, que seriam acionados remotamente depois dos astronautas terem voltado para a Terra. A Apollo 14 também carregou um Experimento Sísmico Ativo, porém ele nunca foi acionado por temores de que poderia afetar os outros experimentos.
O Experimento de Fluxo de Calor Lunar envolvia a perfuração de dois buracos de três metros e a instalação de dois termômetros que mediriam quanto calor estava fluindo do interior da Lua. Esta foi a terceira vez que o experimento foi para o espaço: a primeira foi na Apollo 13 e nunca chegou na superfície, enquanto na Apollo 15 houve problemas com a perfuração e os buracos não ficaram tão profundos quanto planejado. A tentativa da Apollo 16 também fracassaria; Duke conseguiu instalar o primeiro termômetro, porém Young, incapaz de ver seus pés dentro do traje espacial, enrolou um dos cabos na perna, puxando-o para fora e cortando-o. Uma tentativa de reparo foi vetada devido ao tempo que seria gasto. O Experimento de Fluxo de Calor Lunar voou novamente na Apollo 17 e foi instalado com sucesso.

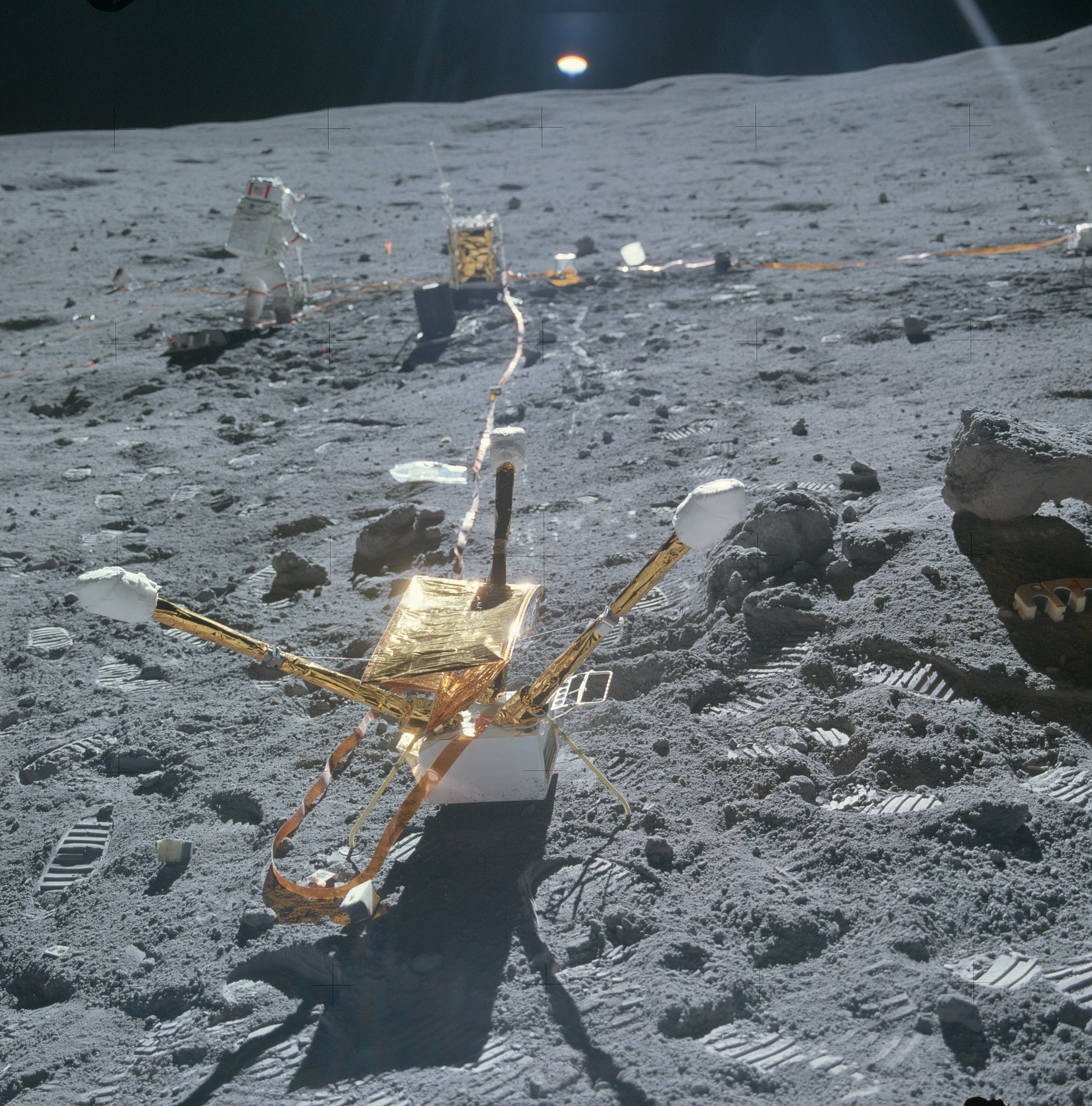
O Magnetômetro de Superfície Lunar da Apollo 16 armado na Lua

O Magnetômetro de Superfície Lunar foi projetado para medir a força do campo magnético da Lua, que era apenas uma fração daquele da Terra. Dados adicionais seriam obtidos com o uso do Magnetômetro Lunar Portátil, que foi carregado no Veículo Explorador Lunar e ativado em várias paradas geológicas. Os cientistas também esperavam estudar uma amostra da Apollo 12 cujo pequeno magnetismo tinha sido removido e que viajaria de volta para a Lua a bordo da Apollo 16, esperando para ver se ele era restaurado. Medições pós-missão revelaram que o pequeno magnetismo tinha retornado, porém em uma intensidade menor do que antes.
A Câmera/Espectrógrafo de Ultravioleta Distante voou na Apollo 16 para realizar as primeiras observações astronômicas a partir da Lua, procurando dados sobre fontes de hidrogênio no espaço sem o efeito difuso da corona da Terra. O instrumento foi colocado na sombra do Módulo Lunar e apontado para nebulosas, outros objetos astronômicos, a própria Terra e quaisquer possíveis respiradouros vulcânicos avistados na superfície lunar. O doutor George Carruthers do Laboratório de Pesquisa Naval, ao ser perguntado para resumir os resultados do experimento, afirmou que "os resultados mais imediatamente óbvios e espetaculares foram realmente as observações da Terra, porque foi a primeira vez que a Terra foi fotografada a uma distância em luz ultravioleta, então você podia ver toda a extensão da atmosfera de hidrogênio, a aurora polar e o que nós chamamos de cinturão tropical de luminescência".
Quatro painéis montados no estágio de descida do Módulo Lunar formavam o Detector de Raios Cósmicos, projetado para detectar raios cósmicos e partículas de vento solar. Três dos painéis foram deixados descobertos durante a viagem para a Lua, com o quarto sendo descoberto na superfície. O Experimento de Composição de Vento Solar voou na Apollo 16, assim como em todas as missões de alunissagem anteriores, para que fosse instalado na superfície e depois trazido de volta para a Terra. Folhas de platina foram adicionadas ao alumínio dos experimentos anteriores para minimizar a contaminação.

### Subsatélite

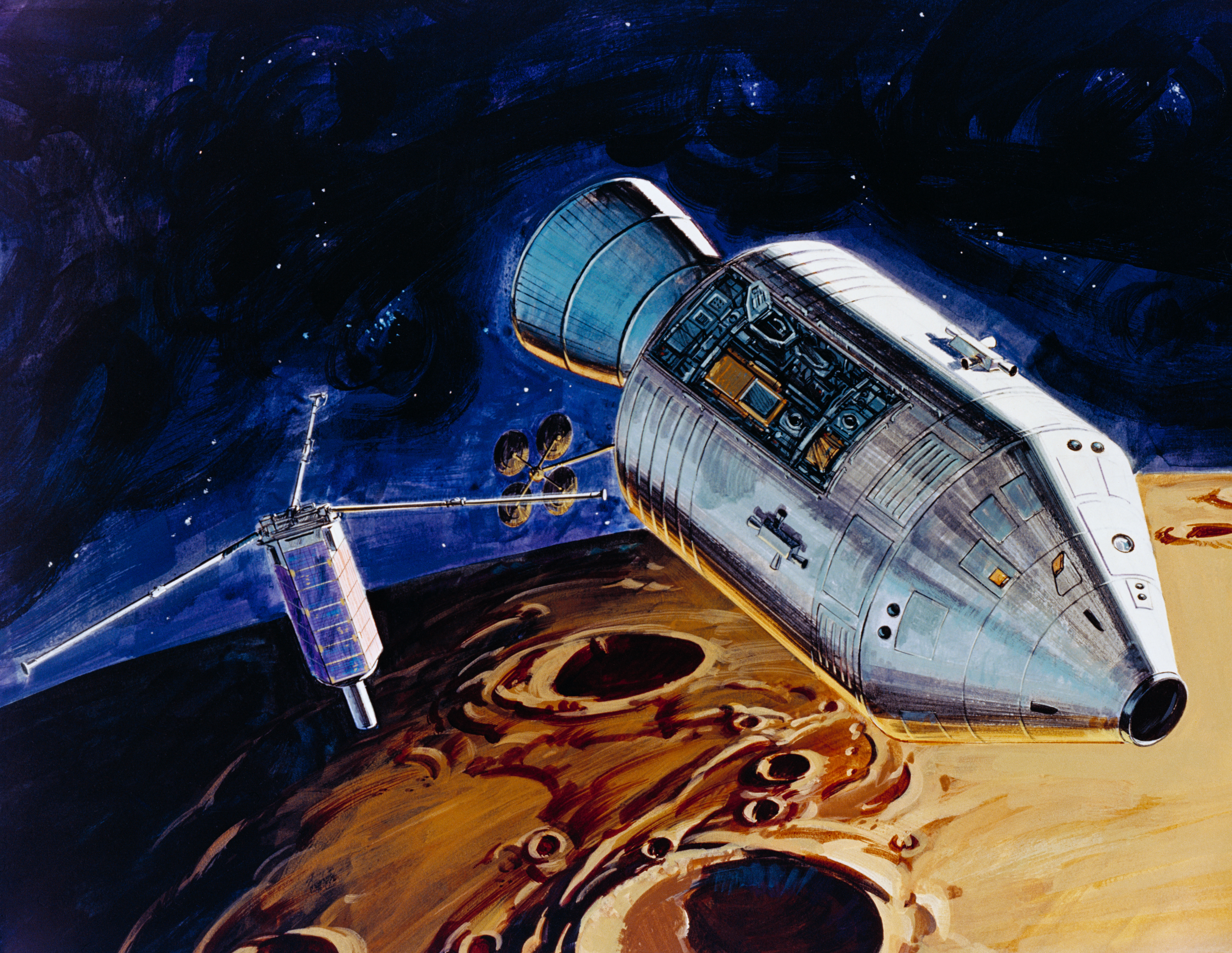
Representação artística do lançamento do subsatélite

O Subsatélite de Partículas e Campos da Apollo 16, designado PFS-2, era um pequeno satélite artificial lançado na órbita lunar a partir do Módulo de Serviço. Seu principal objetivo era medir partículas carregadas e campos magnéticos ao redor da Lua enquanto a Lua orbitava a Terra. Esse subsatélite era muito similar a sua versão anterior, PFS-1, que fora lançada oito meses antes pela Apollo 15. A intenção era que as duas sondas tivessem órbitas similares, que ficariam entre 89 e 122 quilômetros acima da superfície lunar.
Assim como o subsatélite da Apollo 15, esperava-se que aquele da Apollo 16 tivesse uma vida de pelo menos um ano antes de sua órbita decair e ele se chocar contra a superfície lunar. Entretanto, o Módulo de Comando e Serviço não entrou na órbita que tinha sido planejada para o lançamento do subsatélite devido a problemas com seu motor principal, o que também levou a decisão de trazer a espaçonave de volta para a Terra mais cedo. Assim, o subsatélite foi lançado em uma órbita mais baixa do que o planejado e acabou se chocando contra a Lua apenas um mês depois, em 29 de maio de 1972, depois de ter orbitado a Lua 424 vezes. Esta breve vida útil se deu por concentrações de massa próximas de seu trajeto orbital original, que ajudaram a puxar o subsatélite para mais próximo da Lua.

## Missão
A contagem regressiva oficial para a missão começou na segunda-feira, 10 de abril de 1972, às 8h30min da manhã, seis dias antes do lançamento. Nesse momento, os três estágios do Saturno V estavam energizados e água potável foi bombeada para dentro da espaçonave. Os astronautas estavam participando de seus últimos exercícios de treinamento antes do lançamento quando a contagem regressiva começou. Os tripulantes passaram por seu último exame médico pré-voo no dia 11 de abril. As únicas paralisações na contagem foram aquelas pré-planejadas na programação, com o clima estando bom à medida que a hora do lançamento se aproximava.

### Lançamento e viagem

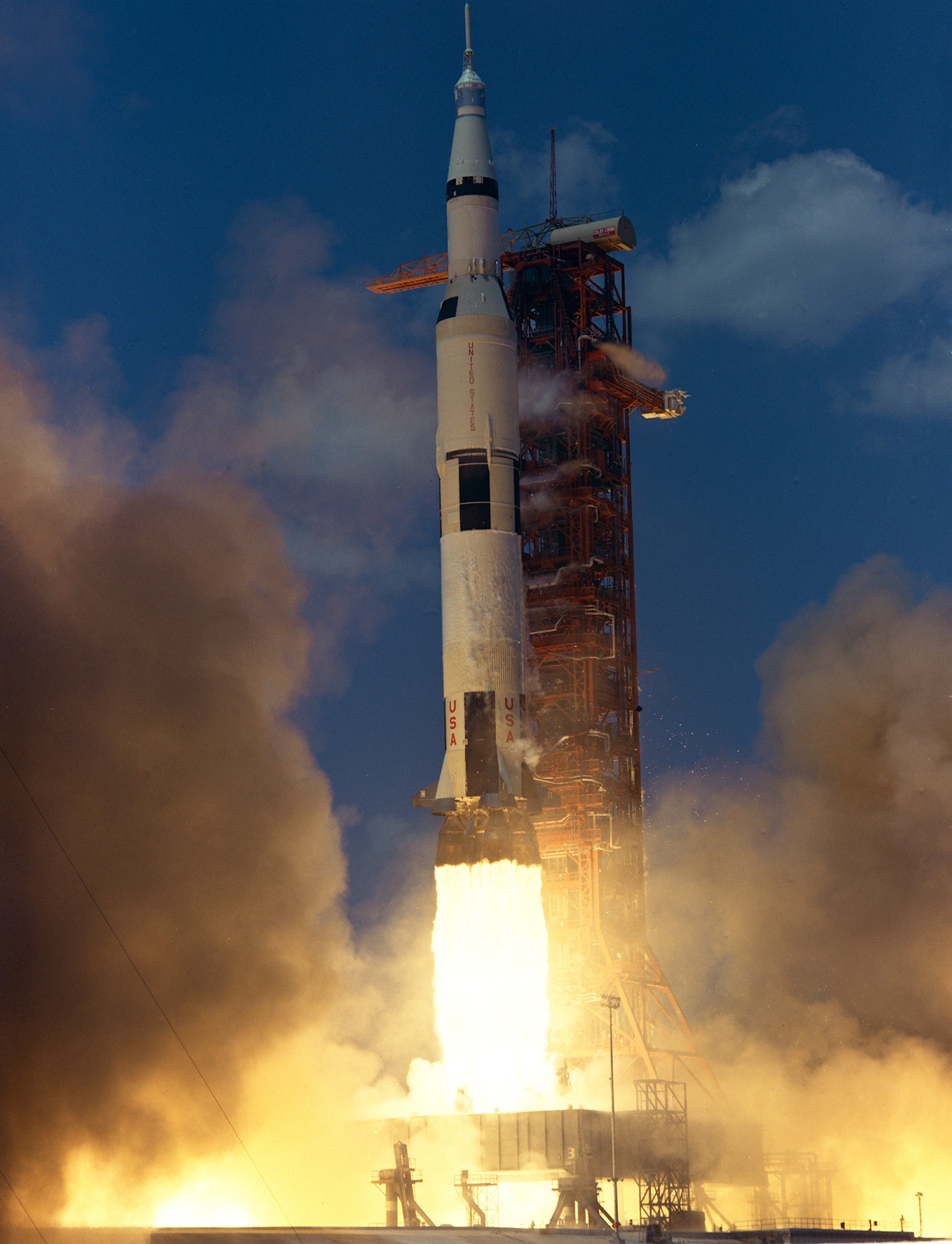
O lançamento do Saturno V com a Apollo 16 às 17h54min UTC de 16 de abril de 1972 da Plataforma 39A

O lançamento da Apollo 16 ocorreu às 17h54min00s UTC (12h54min00s EST, horário local) de 16 de abril de 1972 da Plataforma 39A do Centro Espacial Kennedy. O lançamento ocorreu sem problemas e os astronautas passaram por vibrações similares às que tinham ocorrido em missões anteriores. Os estágios tiveram uma performance dentro do esperado e a espaçonave entrou em uma órbita de espera ao redor da terra em menos de doze minutos. A tripulação passou o tempo adaptando-se ao ambiente de microgravidade e preparando a espaçonave para a injeção translunar, a queima do terceiro estágio que colocaria a Apollo 16 no caminho para a Lua. A tripulação enfrentou pequenas questões técnicas em órbita, incluindo problemas em potencial com o sistema de controle ambiental e com o sistema de controle de atitude do terceiro estágio S-IVB, porém foram resolvidos ou compensados. O estágio foi reativado depois de duas órbitas e queimou por cinco minutos, colocando a espaçonave na rota da Lua a uma velocidade de 35 mil quilômetros por hora.
O Casper se separou do terceiro estágio seis minutos depois do fim da queima e se afastou quinze metros, em seguida virando-se e recuperando o Orion de dentro do foguete. Essa manobra foi realizada sem problemas por Mattingly e era conhecida como transposição, acoplamento e extração. A tripulação pouco depois percebeu que a superfície exterior do Orion estava soltando partículas de um local onde a cobertura do módulo parecia rasgada ou retalhada; Duke em determinado momento estimou que estava vendo entre cinco a dez partículas por segundo. Young e Duke entraram no Orion pelo túnel que conectava os dois módulos para inspecionar seus sistemas, não notando nenhum problema grande. A espaçonave foi colocada em um modo giratório em que ela rodava em seu eixo central três vezes por hora a fim de garantir uma distribuição de calor igual enquanto ela ficava sob a luz direta do Sol. Os astronautas realizaram mais algumas preparações e então começaram seu primeiro período de sono, pouco menos de quinze horas depois do início da missão.
O Controle da Missão acordou os astronautas para começarem o segundo dia, momento em que a espaçonave estava a aproximadamente 181 mil quilômetros de distância da Terra e viajando a uma velocidade de 1 622 metros por segundo. A chegada em órbita lunar ocorreria apenas no quarto dia de missão, assim o segundo e terceiro dias eram em essência preparatórios, consistindo em tarefas relacionadas com a manutenção da espaçonave e pesquisas científicas. A tripulação realizou no segundo dia um experimento de eletroforese, que também fora feito na Apollo 14, em que tentaram demonstrar que a separação eletroforética em seu ambiente de microgravidade poderia ser usada para produzir substâncias de maior pureza do que era possível na Terra. Duas partículas de poliestireno de diferentes tamanhos foram usadas, uma vermelha e uma azul, com a separação dos dois tipos ocorrendo por meio de eletroforese, porém eletro-osmose no equipamento do experimento impediu uma separação clara das duas partículas.

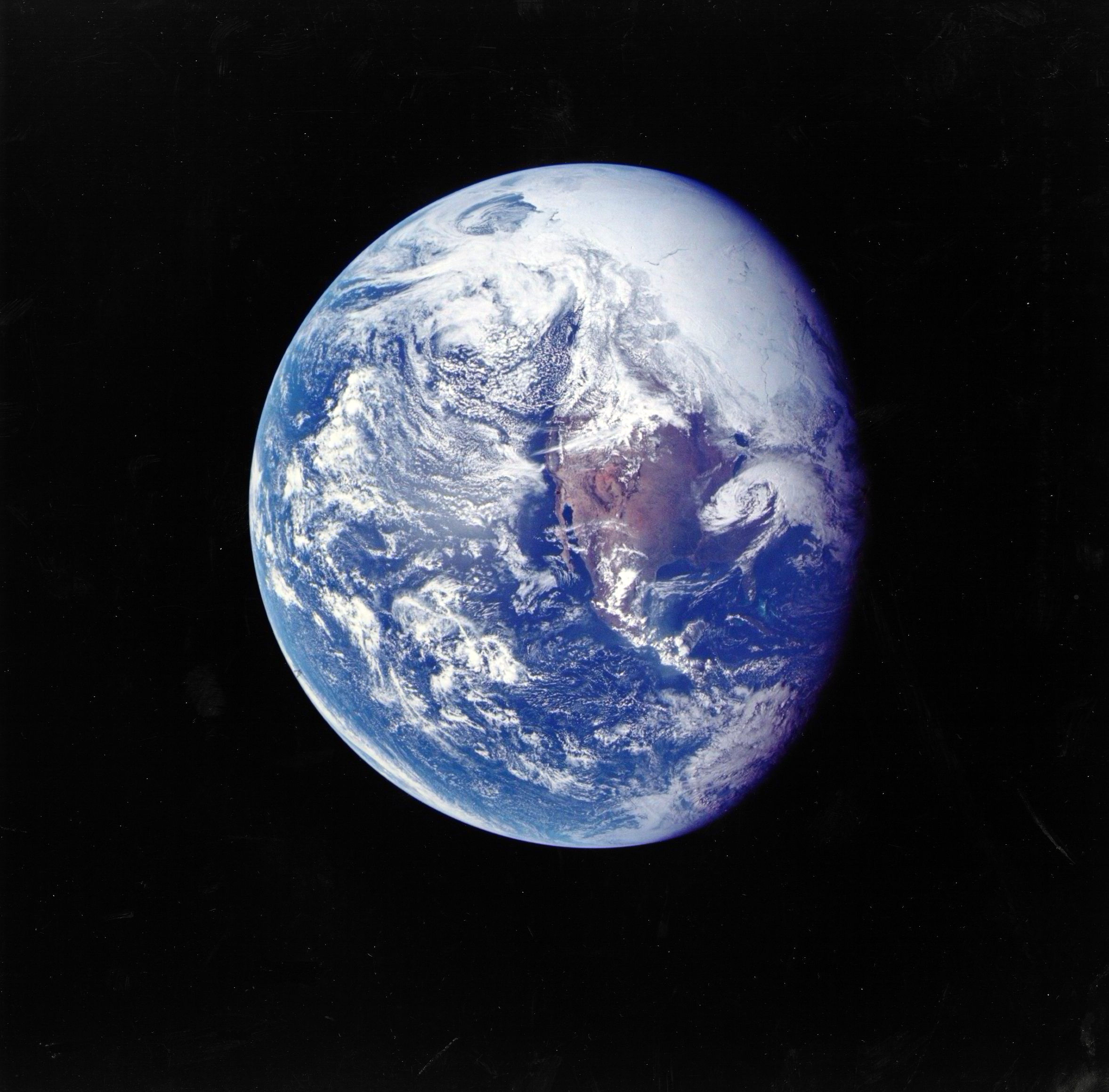
Imagem da Terra vista da Apollo 16 durante a viagem para a Lua

O resto do segundo dia incluiu duas correções de curso realizadas pelo Sistema de Propulsão de Serviço do Casper para ajustar a trajetória da espaçonave. Young e Duke reentraram no Orion mais tarde no mesmo dia para inspecionar novamente seus sistemas. Os astronautas relataram que observaram novamente a pintura externa da camada de alumínio do Módulo Lunar descascando. Mesmo assim, eles constataram que todos os sistemas da espaçonave estavam funcionando normalmente. A tripulação revisou checagens e procedimentos para os dias seguintes em antecipação para sua chegada na órbita lunar. Entretanto, Mattingly relatou um "gimbal lock", significando o sistema que acompanhava a atitude da espaçonave tinha perdido a precisão, tendo que realinhar o sistema de orientação usando o Sol e a Lua. A Apollo 16 estava a 260 mil quilômetros de distância da Terra ao final do segundo dia.
A Apollo 16 já estava a 291 mil quilômetros de distância da Terra quando os astronautas acordaram para o terceiro dia. A velocidade diminuiu gradualmente, pois a espaçonave ainda não tinha alcançado a esfera de influência gravitacional da Lua. A primeira parte do dia foi dedicada principalmente a tarefas de manutenção e trocas de relatórios com o Controle da Missão. A tripulação realizou o experimento Detector de Emulsão em Movimento de Flash de Luz da Apollo, com o objetivo de investigar "flashes de luz" vistos por outros astronautas quando a espaçonave estava escura, independente se seus olhos estavam abertos ou não. Achava-se que isso era causado pela penetração de partículas de raios cósmicos nos olhos. Na segunda metade do dia, Young e Duke entraram novamente no Orion para ligá-lo e checarem seus sistemas, além de realizarem tarefas de manutenção em antecipação à alunissagem. Os astronautas então vestiram seus trajes espaciais e ensaiaram procedimentos que seriam usados na alunissagem. A velocidade da espaçonave começou a acelerar  depois de pouco mais de 59 horas de missão, depois dela entrar na esfera de influência lunar, estando a 330,9 mil quilômetros da Terra e 62,6 mil quilômetros da Lua.
Os astronautas começaram as preparações para a manobra de Inserção de Órbita Lunar pouco depois de acordarem para o quarto dia de missão. A cobertura que protegia o Módulo de Instrumentos Científicos, na lateral do Módulo de Serviço, foi ejetada a uma distância de 20,6 mil quilômetros da Lua. A espaçonave passou atrás da Lua depois de 74 horas de missão, perdendo contato temporariamente com o Controle da Missão. O Sistema de Propulsão de Serviço foi acionado por seis minutos e quinze segundos sobre o lado oculto da Lua, desacelerando a Apollo 16 até uma órbita com perilúnio de 108 quilômetros e apolúnio de 315,6 quilômetros. A tripulação começou as preparações para a manobra de Inserção de Descida de Órbita, que modificaria a trajetória da espaçonave. A manobra foi realizada com sucesso, diminuindo o perilúnio para 19,8 quilômetros. O restante do dia foi gasto com observações e preparações para a ativação do Orion e para o desacoplamento e alunissagem do dia seguinte.

### Alunissagem

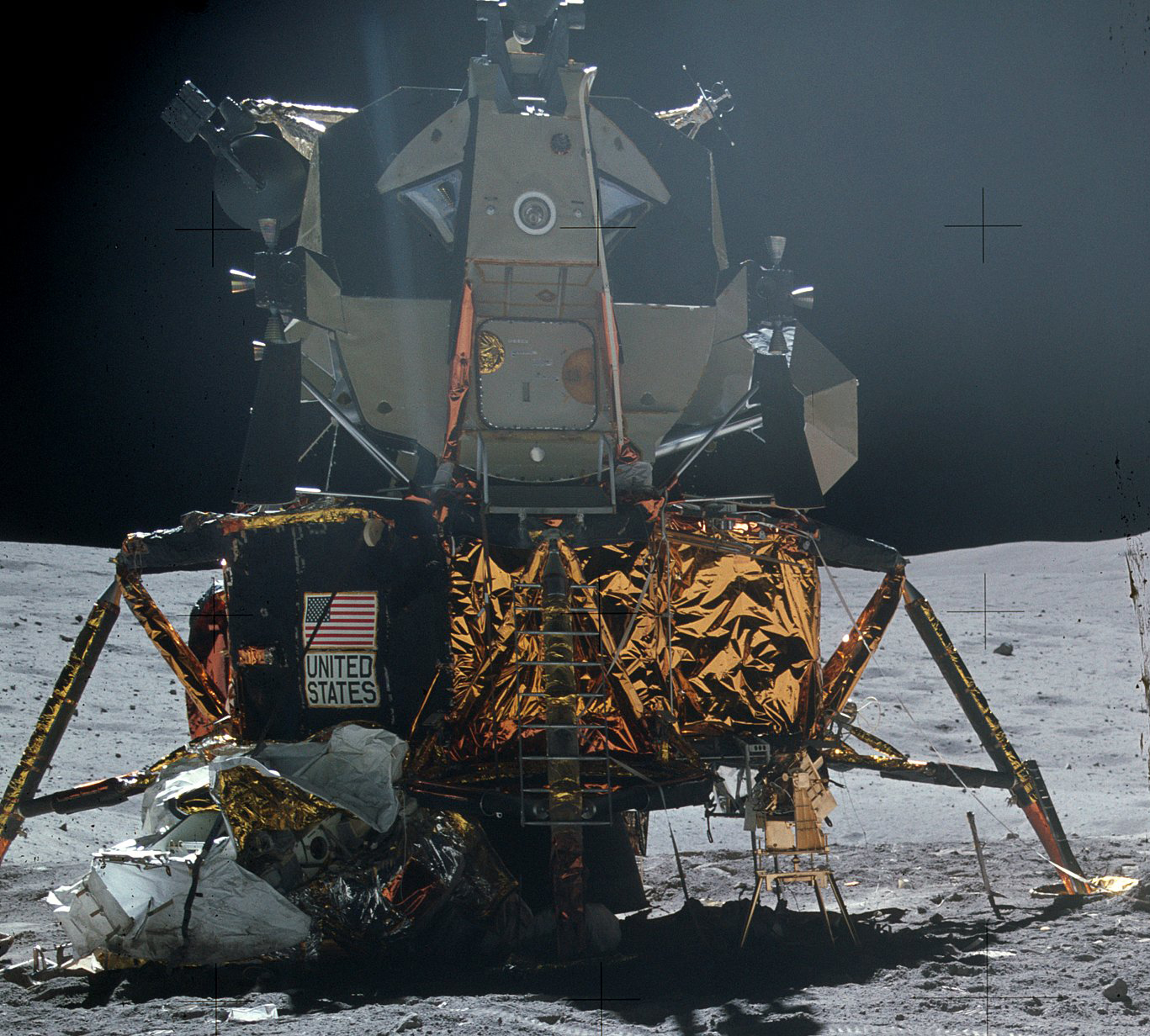
O Orion na superfície da Lua

Os astronautas continuaram a preparar o Orion para ativação e desacoplagem logo depois de acordarem para o quinto dia. A ponta que se estendia o espectrômetro de massa a partir do Módulo de Instrumentos Científicos travou semi-estendida. Foi decidido que Young e Duke inspecionariam o equipamento visualmente depois da desacoplagem. Entraram no Módulo Lunar para ativação e checagens dos sistemas. Os dois entraram no Orion quarenta minutos adiantados, porém só conseguiram finalizar as preparações dez minutos antes do planejado, resultado de vários atrasos no processo. A desacoplagem ocorreu depois de 96 horas, treze minutos e 31 segundos de missão. As duas espaçonaves permaneceram próximas pelas próximas dois órbitas ao redor da Lua, com Mattingly preparando o Casper para entrar em uma órbita mais alta e circular, enquanto Young e Duke continuavam a preparar o Orion para a descida. Nesse momento, enquanto o Sistema de Propulsão de Serviço era testado para a queima que modificaria a trajetória da nave, Mattingly detectou oscilações no sistema gimbal reserva do motor. Sob tais circunstâncias, segundo os regulamentos, o Orion deveria reacoplar com o Casper, caso o Controle da Missão decidisse abortar a alunissagem e usar os motores do Módulo Lunar para a viagem de volta para a Terra. Entretanto, as duas espaçonaves mantiveram uma distância fixa e próxima entre si. Os controladores da missão passaram horas analisando dados e determinaram que o problema poderia ser contornado e a alunissagem prosseguir.
A descida para a superfície lunar começou aproximadamente seis horas atrasada. Devido a esse atraso, Young e Duke começaram sua descida a uma altitude muito mais alta do que qualquer missão anterior, estando a 20,1 quilômetros da superfície. Eles desceram até uma altitude de quatro quilômetros e Young foi capaz de avistar totalmente o local de alunissagem. A desaceleração do motor ocorreu como planejado e o Orion inclinou-se para frente até sua orientação de alunissagem a uma altitude de 2,2 quilômetros. Ele alunissou a 270 metros ao norte e sessenta metros ao oeste do local planejado às 2h23min35s UTC de 21 de abril, depois de 104 horas, 29 minutos e 35 segundos de missão. Young, depois de terminar de desativar o motor, informou ao Controle da Missão: "Bem, Houston, não precisamos caminhar muito para pegar rochas. Estamos entre elas!". A disponibilidade do Veículo Explorador Lunar desconsiderou completamente a distância do local de alunissagem real para o originalmente planejado.
Young e Duke começaram a desativar alguns dos sistemas do Orion para economizar energia das baterias. Ao terminarem seus procedimentos, os dois reconfiguraram o módulo para sua estadia de três dias na superfície lunar, tiraram seus trajes espaciais e realizaram observações geológicas iniciais da área de alunissagem. Em seguida comeram sua primeira refeição na Lua e depois configuraram a cabine para dormirem. O atraso na alunissagem forçou modificações no cronograma da missão. Foi decidido que a Apollo 16 passaria um dia a menos em órbita lunar depois do fim das explorações de superfície a fim de dar aos astronautas uma boa margem caso mais problemas viessem a acontecer. A terceira e última atividade extraveicular na superfície foi encurtada de sete para cinco horas para melhoraram o cronograma de sono de Young e Duke.

### Caminhadas

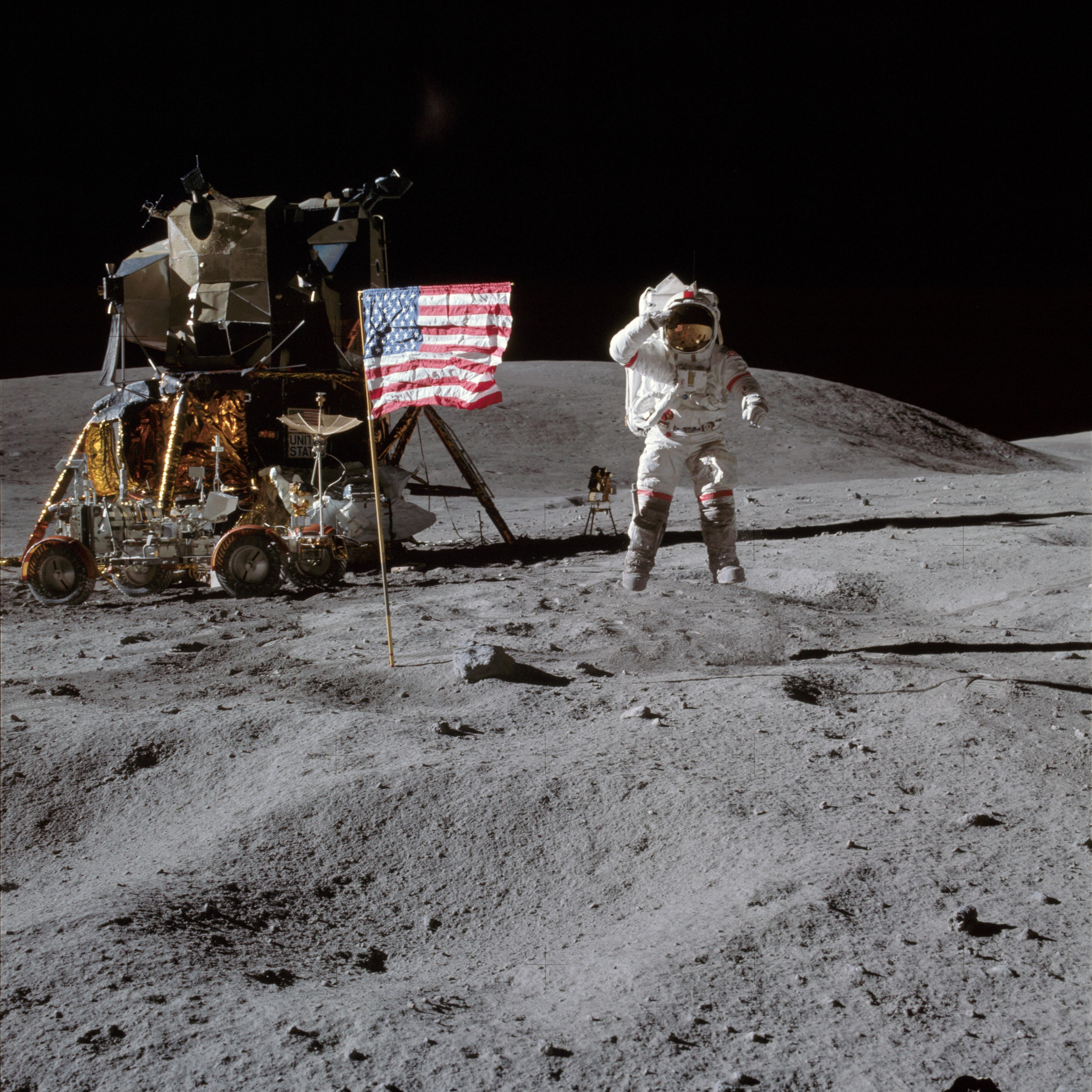
Young pulando e batendo continência para a bandeira dos Estados Unidos em Descartes, 21 de abril de 1972

Young e Duke começaram as preparações para sua primeira atividade extraveicular na Lua logo depois de acordarem e tomarem café da manhã. Eles vestiram e pressurizaram seus trajes espaciais, em seguida despressurizando a cabine. Young saiu do Módulo Lunar e ficou em uma pequena plataforma acima da escada, com Duke lhe passando uma sacola cheia de lixo para ser deixada na superfície. Young então abaixou a Sacola de Transferência de Equipamentos, que continha os equipamentos para serem usados nas caminhadas. Young desceu a escada e pisou na superfície, tornando-se a nona pessoa a caminhar na Lua. Ao pisar na superfície, ele expressou seus sentimentos sobre estar no local: "Aí está você: misteriosa e desconhecida Descartes. Planícies das terras altas. A Apollo 16 mudará sua imagem. Estou muito feliz que eles têm o Compadre Coelho aqui, de volta ao espinheiro que pertence". Duke desceu da escada pouco depois e se juntou a Young, tornando-se a décima pessoa a caminha sobre a Lua. Aos 36 anos de idade, ele permanece até hoje como o mais jovem. Duke expressou seu entusiasmo para England, o CAPCOM: "Fantástico! Oh, aquela primeira pegada na superfície lunar é incrível, Tony!". A primeira tarefa era descarregar o Veículo Explorador Lunar, a Câmera/Espectrógrafo de Ultravioleta Distante e outros equipamentos. Isto ocorreu sem problemas. Young logo descobriu durante o primeiro teste que a direção traseira do Veículo Explorador Lunar não estava funcionando. Ele alertou o Controle da Missão sobre o problema antes de armar a câmera de televisão, com ele e Duke então hasteando a bandeira dos Estados Unidos. Young sempre dirigiu o veículo enquanto Duke ajudava na navegação, uma divisão de responsabilidades usada antes na Apollo 15 e depois na Apollo 17.
A tarefa seguinte era estabelecer o Pacote de Experimentos. A direção traseira do Veículo Explorador Lunar começou a funcionar enquanto os astronautas o manobravam. Na dianteira do veículo estava uma câmera de televisão a partir da qual o Controle da Missão podia observar as operações. Os dois depois coletaram amostras de rochas. Young e Duke subiram no Veículo Explorador Lunar depois de quatro horas de atividade extraveicular e dirigiram para a primeira parada geológica, a cratera Plum, uma cratera de 36 metros de diâmetro que ficava na extremidade da cratera Bandeira, que tinha 270 metros de diâmetro. Ficaram a uma distância de 1,4 quilômetros do Orion e recolheram materiais do local, que os cientistas acreditavam que haviam penetrado através da camada superior de regolito da Formação Cayley. Foi lá que Duke recolheu, a pedido do Controle da Missão, a maior rocha trazida de volta por uma missão lunar, uma brecha chamada de Grande Muley em homenagem a William R. Muehlberger, o investigador geológico principal da missão. A parada seguinte foi na cratera Buster, uma pequena cratera localizada ao norte da cratera Spook, a 1,6 quilômetros do Orion. Duke tirou fotos da Montanha Stone e da Cratera Ray Sul, enquanto Young armou o Magnetômetro Lunar Portátil. Os cientistas nesse momento já estavam começando a reconsiderar sua hipótese pré-missão que Descartes tinha origem vulcânica, pois os dois astronautas ainda não tinham encontrado qualquer tipo de material vulcânico. Young, depois da parada em Buster, realizou uma demonstração "Grand Prix", em que dirigiu o Veículo Explorador Lunar enquanto Duke o filmava com uma câmera de 16 mm. Isto tinha sido tentado na Apollo 15, porém a câmera não tinha funcionado. Os astronautas realizaram mais tarefas junto ao Pacote de Experimentos e voltaram para o Módulo Lunar a fim de encerrar a caminhada. Eles reentraram no Orion depois de uma atividade extraveicular de sete horas, seis minutos e 56 segundos. Young e Duke então conversaram por meia-hora com os cientistas no Controle da Missão e configuraram sua cabine para dormirem.

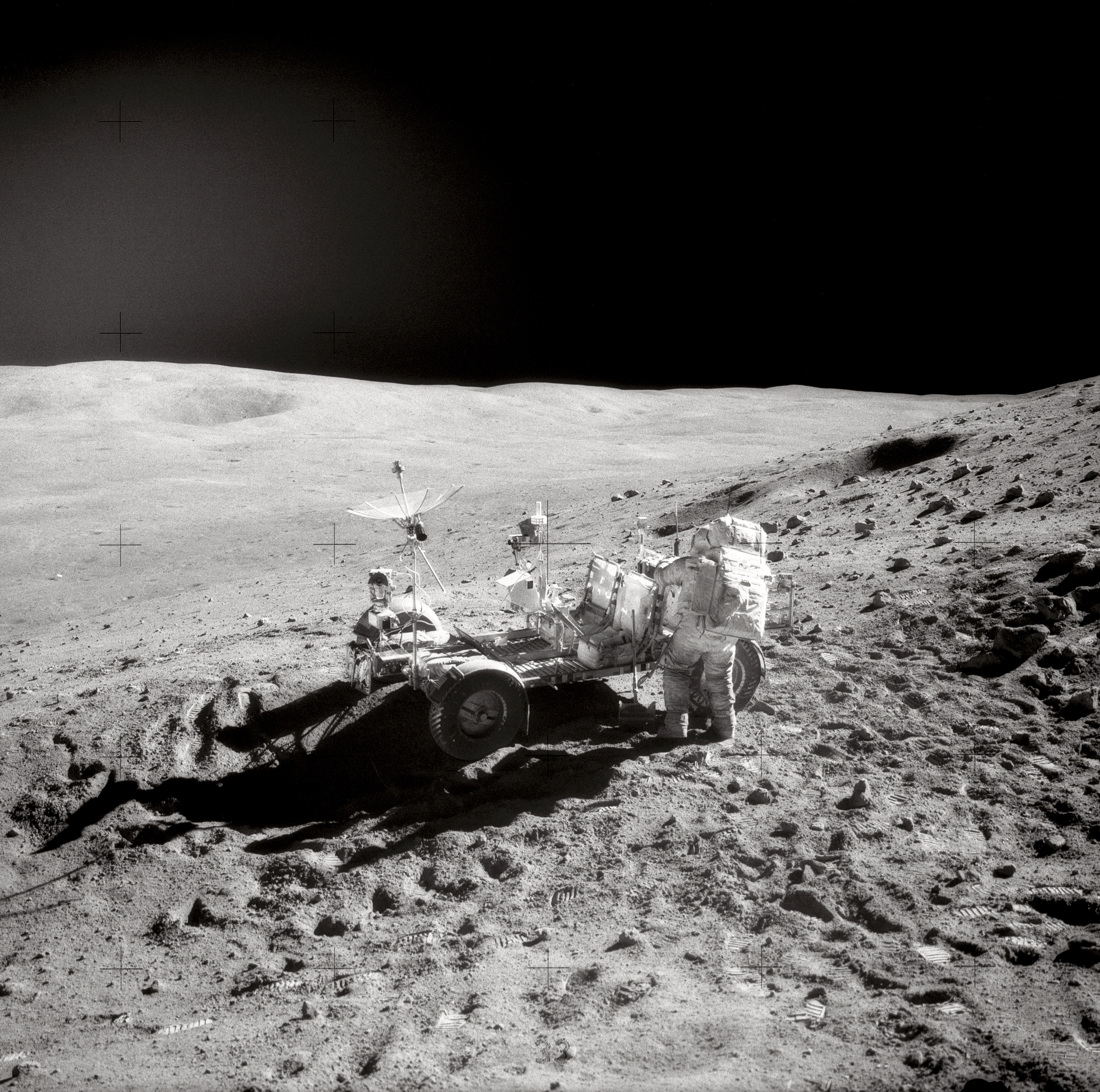
Young trabalhando no Veículo Explorador Lunar na encosta da Montanha Stone, 22 de abril de 1972

Young e Duke acordaram no dia seguinte três minutos e meio antes do planejado e então discutiram a programação do dia com o Controle da Missão. O principal objetivo da segunda atividade extraveicular era visitar a Montanha Stone e escalar a encosta de vinte graus para chegar em um aglomerado de crateras conhecido como "Cinco Crateras". Os astronautas dirigiram o Veículo Explorador Lunar por 3,8 quilômetros, ficando a uma altitude de 152 metros acima do vale, a maior elevação em relação ao Módulo Lunar alcançada em qualquer missão do Programa Apollo. Os dois ficaram maravilhados com a vista, que Duke descreveu como "espetacular", e coletaram amostras da região. Passaram 54 minutos na encosta e então seguiram para a próxima parada, uma cratera de vinte metros de diâmetro. Esperavam encontrar no local materiais que não tinham sido contaminados pela ejecta da crateral Ray Sul, uma grande cratera que ficava ao sul do local de alunissagem. A origem das amostras coletadas no local ainda é incerta, mas segundo o geólogo Don Wilhelms são "uma aposta considerável de serem de Descartes". A parada seguinte era uma cratera rochosa de dez metros de diâmetro onde os astronautas acreditavam poderem colher material da Formação Cayley, pois o solo ali era mais firme. A parada seguinte no cronograma foi descartada para economizar tempo e assim Young e Duke seguiram para o flanco inferior da Montanha Stone, onde colheram materiais de um raio da Ray Sul por aproximadamente uma hora. Foi lá que colheram brechas pretas e brancas, além de rochas cristalinas menores ricas em plagioclase. A próxima parada era conhecida como "Terreno Vazio", que acreditava-se ser livre de ejecta de Ray Sul, onde passaram quarenta minutos colendo amostras. A última parada do dia foi alcançada 25 minutos depois e ficavam entre o Pacote de Experimentos e o Orion, onde Young e Duke perfuraram dois buracos e realizaram testes com um penetrômetro em uma linha que se estendia cinquenta metros ao leste do Pacote de Experimentos. A duração da caminhada espacial foi estendida em dez minutos a pedido dos astronautas. Os dois então retornaram para o Orion e entraram na cabine, selando-a e pressurizando-a, encerrando assim uma atividade extraveicular de sete horas, 23 minutos e 26 segundos, quebrando o recorde de caminhada mais longa estabelecida pela Apollo 15. Young e Duke comeram uma refeição e conversaram com o Controle da Missão, então reconfigurando sua cabine e indo dormir.

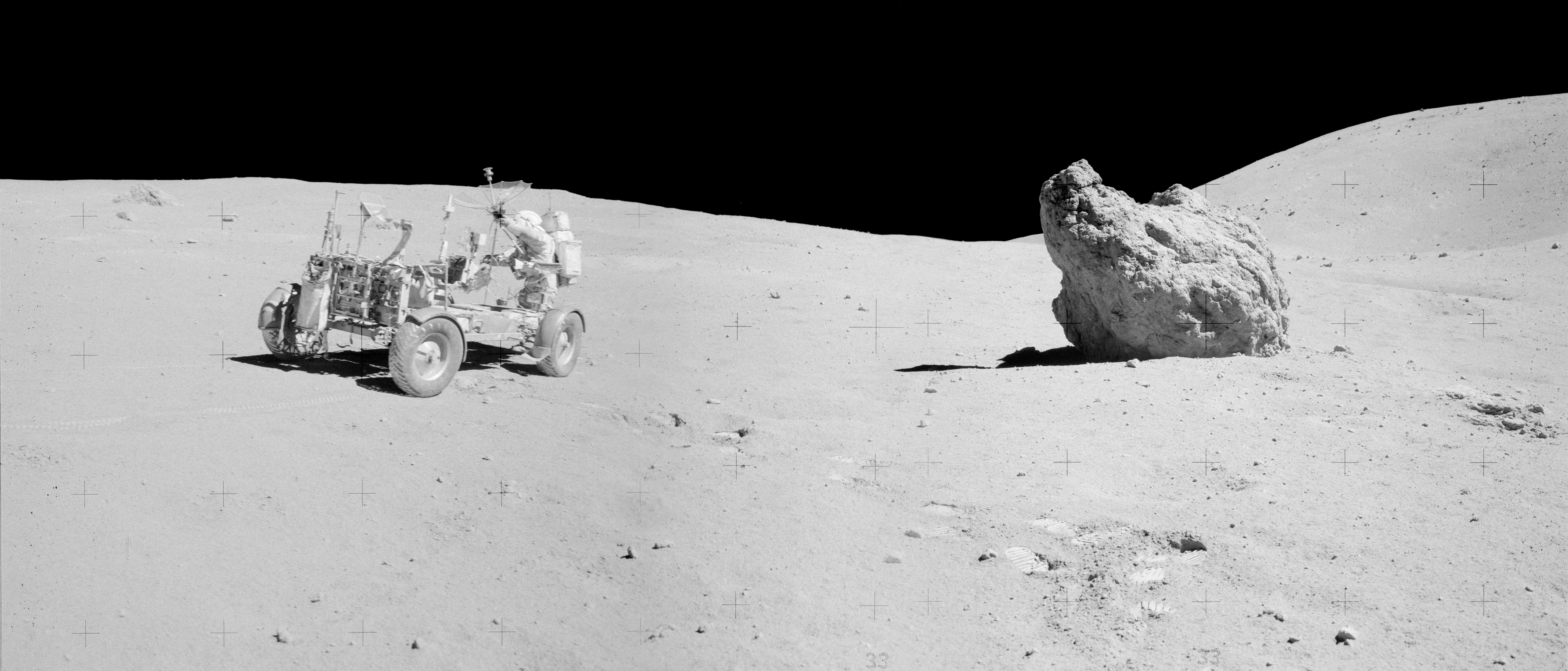
Young ajustando a antena do Veículo Explorador Lunar próximo da Rocha da Sombra, 23 de abril de 1972

A programação da terceira e última atividade extraveicular era explorar a cratera Ray Norte, a maior cratera visitada por qualquer missão Apollo. Os astronautas deixaram o Orion e dirigiram para a Ray Norte no Veículo Explorador Lunar. A viagem foi mais suave que aquelas dos dias anteriores, pois as crateras eram mais rasas e os pedregulhos menos abundantes na área. Entretanto, os pedregulhos começaram a ficar maiores e mais abundantes depois de passarem da cratera Palmetto e à medida que se aproximavam de Ray Norte. Young e Duke viajaram 4,4 quilômetros até chegaram na cratera, que tinha um quilômetro de diâmetro e 230 metros de profundidade. Eles tiraram fotografias e inspecionaram um pedregulho enorme que ficou conhecido como Rocha da Casa, que tinha quatro andares de altura. Amostras obtidas do pedregulho acabaram completamente com a hipótese vulcânica criada pré-missão. A Rocha da Casa tinha várias marcas semelhantes a buracos de tiros, onde micrometeoróides do espaço tinham atingido. Os astronautas deixaram o local depois de uma hora e 22 minutos, seguindo para um campo de pedregulhos a quinhentos metros de Ray Norte. No caminho estabeleceram um recorde velocidade, viajando a aproximadamente 17,1 quilômetros por hora morro abaixo. Os dois encontraram um pedregulho de três metros de altura, que apelidaram de Rocha da Sombra, colhendo amostras da parte que ficava sob a sombra. Retornaram para o Orion depois de três horas e seis minutos, finalizando vários experimentos e descarregando o Veículo Explorador Lunar. Duke deixou no solo próximo do Módulo Lunar uma fotografia sua com sua família e um medalhão comemorativo da Força Aérea. Young dirigiu o Veículo Explorador Lunar até uma distância de noventa metros ao leste do Orion, local chamado de "área VIP", para que a câmera de televisão controlada pelo Controle da Missão pudesse observar a decolagem da Lua. Os dois entraram no Módulo Lunar depois de uma atividade extraveicular de cinco horas e quarenta minutos. Young e Duke começaram as preparações para voltarem para a órbita lunar e reencontrarem Mattingly assim que pressurizaram a cabine.

### Atividades em órbita

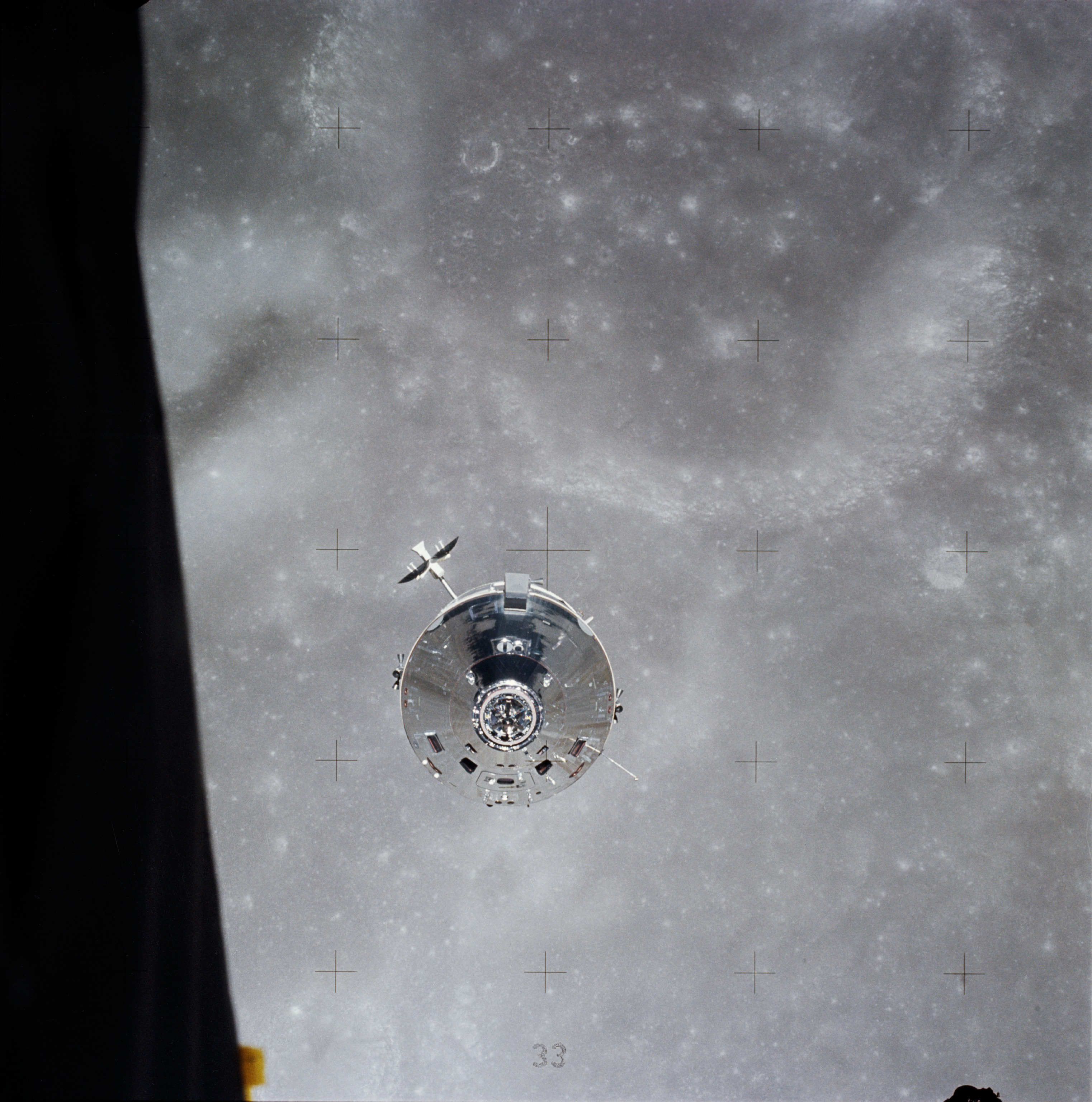
O Casper em órbita lunar, visto do Orion, 24 de abril de 1972

O Casper, depois que o Orion foi liberado para a alunissagem, manobrou para longe e Mattingly realizou uma queima para levar a espaçonave para uma órbita de 98,3 por 125,6 quilômetros em preparação para seus trabalhos científicos. O Casper transportava um conjunto de instrumentos científicos em seu Módulo de Instrumentos Científicos, similar ao da Apollo 15. Mattingly tinha um cronograma apertado, um que ficou ainda pior depois do Controle da Missão decidir trazer a Apollo 16 de volta para a Terra um dia antes do planejado, pois os controladores de voo queriam compensar o tempo que seria perdido. Seu trabalho foi prejudicado por vários problemas. A Câmera Panorâmica, assim que foi ligada, pareceu consumir tanta energia de um dos sistemas elétricos que um alarme mestre foi iniciado. Foi desligada imediatamente, porém análises posteriores indicaram que o consumo de energia pode ter vindo de um dos aquecedores da espaçonave, que foi ligado ao mesmo tempo. Outros problemas foram oriundos do adiamento do início das atividades científicas, do retorno premeditado para a Terra e de um mal-funcionamento que fez com que muitas fotografias ficassem superexpostas. Mesmo assim, foi possível tirar fotografias da área de Descartes com o Módulo Lunar visível.
A ponta do Espectrômetro de Massa não retraiu por completo depois de ter se estendido, assim como tinha acontecido na Apollo 15, porém ela retraiu o bastante para permitir que o Sistema de Propulsão de Serviço fosse acionado em segurança depois do Casper ter se separado do Orion. O Espectrômetro de Massa foi capaz de operar eficientemente, porém, como ficou travado em sua posição semi-estendida, precisou ser descartado antes do reencontro das duas espaçonaves após as atividades extraveiculares na superfície lunar. Os cientistas esperavam suplementar os dados obtidos com mais durante a viagem de volta para a Terra, pois os dados obtidos na Apollo 15 não eram utilizáveis. A Câmera de Mapeamento também não funcionou direito, com análises posteriores mostrando que ela teve problemas com seu escudo de brilho. As mudanças no plano de voo impediram que partes da superfície fossem fotografadas como deveriam ter sido, além do fato de que muitas imagens ficaram com superexposição. O Altímetro a Laser, projetado para medir com precisão a altura da espaçonave, lentamente perdeu sua precisão devido à redução de energia, parando completamente de funcionar pouco antes de ser usado pela última vez.

### Retorno

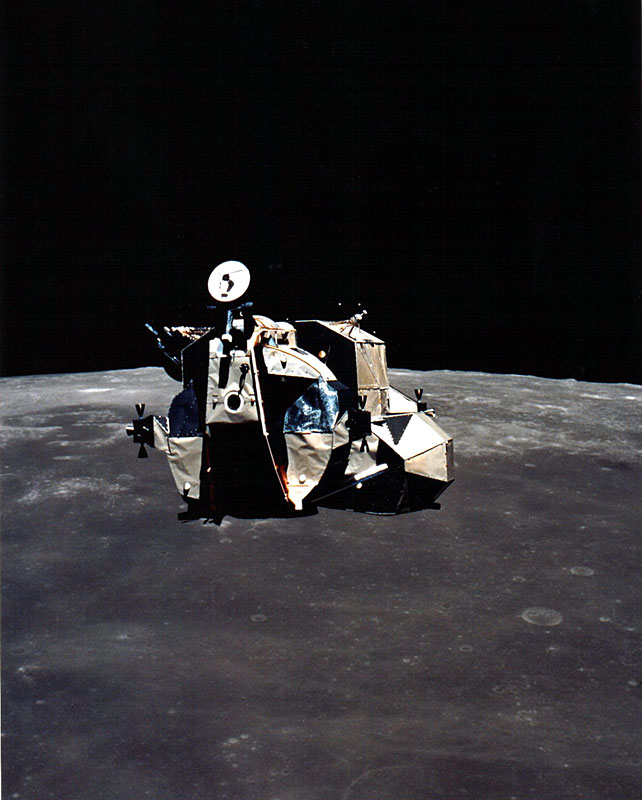
O Orion reencontrando com o Casper depois de retornar da Lua

Young e Duke receberam permissão para decolarem da Lua oito minutos antes do horário planejado. Quando faltavam dois minutos, eles ativaram o interruptor do "braço mestre" e o botão de "abortar estágio", fazendo com que pequenas cargas explosivas cortassem a ligação entre o estágio de subida e o estágio de descida, com os cabos que ligavam os dois sendo rompidos por um mecanismo semelhante a uma guilhotina. O Orion decolou da superfície no momento planejado e deixou a Lua, com a câmera do Veículo Explorador Lunar acompanhando os primeiros momentos do voo. A espaçonave alcançou a órbita lunar depois de seis minutos a uma velocidade de cinco mil quilômetros por hora. O Orion reencontrou e reacoplou com o Casper. Young e Duke limparam sua cabine antes de abrirem a escotilha entre as duas espaçonaves com o objetivo de minimizar a transferência de poeira lunar para o Módulo de Comando. Eles transferiram as amostras coletadas na superfície para o Casper depois de reencontrarem com Mattingly e então realizaram preparações para dormir. O Orion seria descartado no dia seguinte e batido contra a superfície lunar a fim de calibre o sismômetro deixado em Descartes.
O estágio de subida do Orion foi descartado no dia seguinte depois de checagens finais. O Módulo Lunar tombou depois de ser separado, provavelmente porque os astronautas esqueceram de acionar um interruptor específico. A NASA não conseguiu controlá-lo e assim o Orion não executou a queima necessária para batê-lo deliberadamente contra a superfície lunar. O módulo acabou caindo na Lua quase um ano depois. A tarefa seguinte da tripulação era soltar o subsatélite a partir do Módulo de Instrumentos Científicos do Casper. A queima para levar a espaçonave para a órbita desejada para o lançamento foi cancelada, assim o subsatélite teve uma vida útil de apenas um mês. O Sistema de Propulsão de Serviço foi acionado cinco horas depois, durante sua 65ª órbita ao redor da Lua, colocando a espaçonave em uma trajetória de retorno para a Terra. O motor funcionou perfeitamente apesar do problema que tinha atrasado a alunissagem.
Mattingly realizou uma atividade extraveicular de 83 minutos durante o retorno para recuperar cassetes das câmeras do Módulo de Instrumentos Científicos, tendo a ajuda de Duke que permaneceu na escotilha do Casper. A caminhada espacial ocorreu a 320 mil quilômetros da Terra e foi a segunda atividade extraveicular em espaço profundo na história, depois da Apollo 15. Uma terceira e última caminhada desse tipo ocorreria também na Apollo 17. Mattingly, durante a atividade, estabeleceu um experimento biológico, o Dispositivo de Avaliação de Ecologia Microbial, único para a Apollo 16 a fim de avaliar a resposta de micróbios ao ambiente espacial. Depois do fim da caminhada espacial, as astronautas realizaram várias tarefas de manutenção na espaçonave e comeram uma refeição, encerrando o dia em seguida.

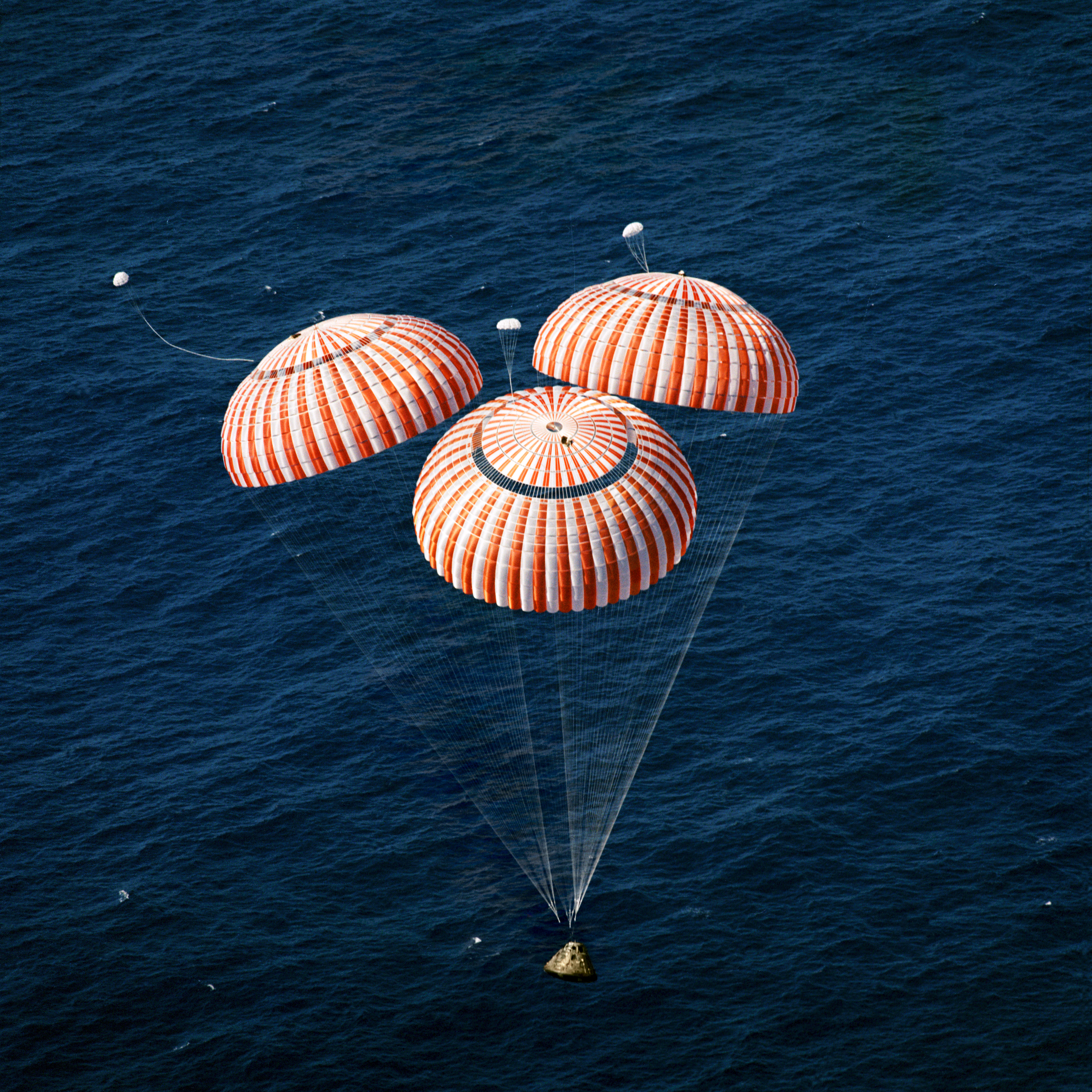
O Casper pouco antes da amerrissagem, 27 de abril de 1972

O penúltimo dia de missão foi dedicado principalmente para a realização de alguns experimentos, além de uma conferência de imprensa de vinte minutos de duração durante a segunda metade do dia. Nesta última, os astronautas responderam perguntas relacionadas a vários aspectos técnicos e não-técnicos da missão, submetidas, preparadas e listadas em ordem de prioridade por vários jornalistas cobrindo a missão a partir do Centro de Espaçonaves Tripuladas, lidas para eles por Hatsfield, o CAPCOM. Os tripulantes realizaram várias tarefas de manutenção e prepararam o Casper para a reentrada atmosférica do dia seguinte. A espaçonave estava a 143 mil quilômetros de distância da Terra a uma velocidade de aproximadamente 2,1 mil metros por segundo ao final do último dia completo no espaço.
Quando os astronautas acordaram para o último dia da missão, o Casper estava a 83 mil quilômetros de distância da Terra a 2,7 mil metros por segundo. A última correção de curso ocorreu pouco mais de três horas antes da amerrissagem, usando o sistema de controle de reação para diminuir sua velocidade em 0,43 metro por segundo. O Módulo de Comando com os três astronautas se separado do Módulo de Serviço aproximadamente dez minutos antes da reentrada na Terra; este foi desintegrado durante a reentrada. O Casper começou sua reentrada na atmosfera depois de 265 horas e 37 minutos de missão a uma velocidade de onze mil metros por segundo. A temperatura no escudo de calor da espaçonave ficou entre 2,2 e 2,48 mil graus Celsis. Os três paraquedas abriram corretamente menos de catorze minutos depois do início da reentrada e a Apollo 16 amerrissou no Oceano Pacífico às 19h45min05s UTC de 27 de abril de 1972 a 350 quilômetros ao sudoeste da ilha de Kiritimati, em Kiribati. A missão durou ao todo onze dias, uma hora, 51 minutos e cinco segundos. Young, Mattingly, Duke e o Casper foram resgatados por helicópteros do porta-aviões USS Ticonderoga, sendo transportados em segurança a bordo do navio apenas 37 minutos depois da amerrissagem.

## Pós-missão
Análises científicas das rochas coletadas confirmaram que a Formação Cayley não era vulcânica. Houve menos certezas em relação a Formação Descartes, pois não estava claro quais amostras tinham sido coletadas no local. Não houve evidências de que a Montanha Stone era vulcânica. Um dos motivos por Descartes ter sido selecionada foi que ela era visualmente diferente de outros locais de alunissagem, porém as rochas do local mostraram-se ser muito semelhantes às de Fra Mauro, visitada na Apollo 14. Os geólogos perceberam que estavam tão crentes que Cayley era vulcânica que não estiveram abertos a opiniões dissidentes, tendo ficado muito dependentes de análogos da Terra, um modelo falho porque a Lua não compartilha da mesma história geológica da Terra. Foi concluído que havia pouquíssimas montanhas vulcânicas na Lua, se realmente existiam. Essas conclusões foram informadas pelas observações de Mattingly, o primeiro Piloto do Módulo de Comando a usar binóculos em órbita, que afirmou que não havia nada distinto sobre a Formação Descartes a partir da sua perspectiva. Outros resultados da missão incluíram a descoberta de dois novos cinturões aurorais ao redor da Terra.

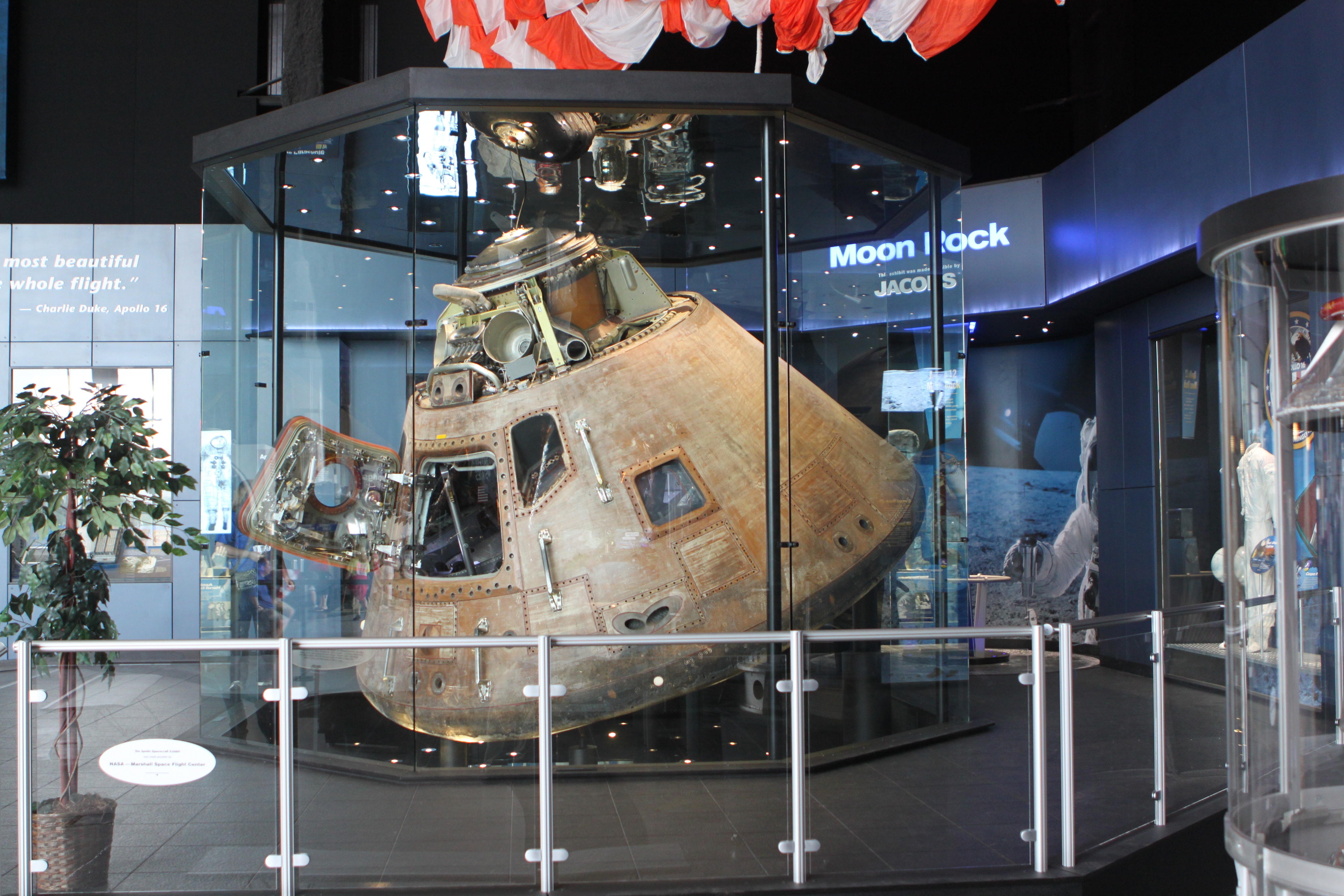
O Casper em exibição no Centro Espacial e de Foguetes dos Estados Unidos, em Huntsville, Alabama

O Ticonderoga entregou o Casper para a Base Aeronaval de North Island, próxima de San Diego, na Califórnia, em 5 de maio de 1972. Três dias depois, equipamentos de serviço que estavam sendo usados para limpar os resíduos tóxicos do combustível do sistema de controle de reação do módulo explodiram no hangar da base. Quarenta e seis pessoas foram enviadas para observação em um hospital durante um a dois dias, a maioria dos quais sofrendo da inalação de gases tóxicos. O ferido mais sério foi um técnico que fraturou uma rótula depois de ser atingido por um carrinho. Um buraco foi criado no teto do hangar, 76 metros acima, com aproximadamente quarenta janelas do hangar sendo quebradas. O Casper em si sofreu apenas um corte de 7,6 centímetros em um painel.
O Casper está em exibição Centro Espacial e de Foguetes dos Estados Unidos em Huntsville, Alabama. O contato com o estágio de subida do Orion foi perdido depois dele ter sido descartado durante a missão. Ficou orbitando a Lua por quase um ano até cair, com seu local de impacto sendo desconhecido. O terceiro estágio S-IVB do Saturno V foi jogado deliberadamente contra a Lua, porém por falhas de comunicação o local exato de impacto permaneceu desconhecido até janeiro de 2016, quando foi descoberto em Mare Insularum pelo Lunar Reconnaissance Orbiter, a aproximadamente 260 quilômetros ao sudoeste da cratera Copernicus.

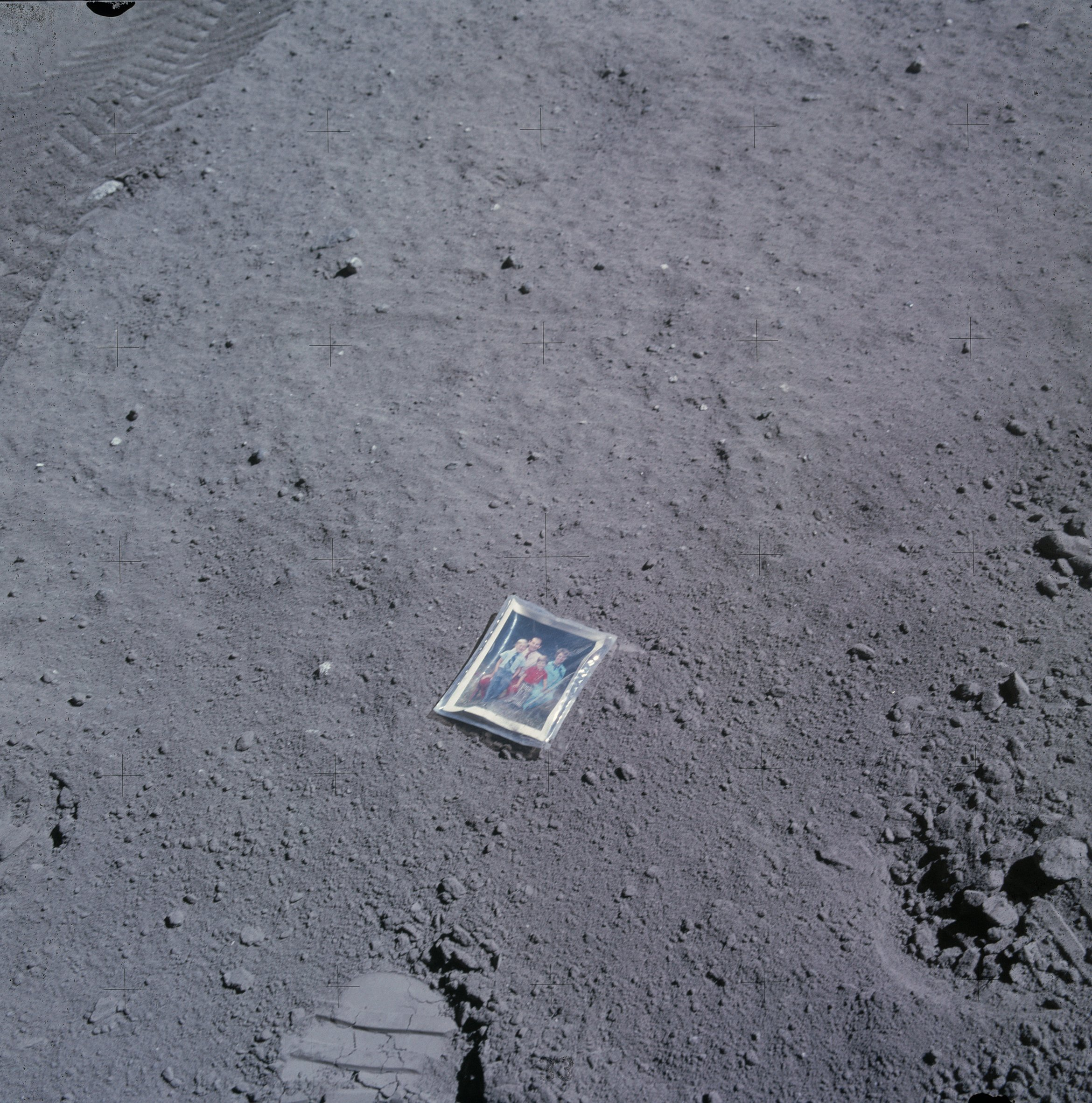
Foto da família de Duke na Lua

Duke deixou dois itens na superfície lunar, tendo fotografado ambos antes do fim da última atividade extraveicular. O primeiro foi uma fotografia sua com sua esposa e dois filhos enrolada em um plástico. No reverso está assinatura dos membros da família com a mensagem: "Esta é a família do Astronauta Duke do Planeta Terra. Pousou na Lua, abril de 1972". O segundo item foi uma medalha comemorativa da Força Aérea, que estava celebrando seu vigésimo quinto aniversário em 1972. Duke tinha levado duas medalhas, tendo deixado uma na Lua e retornado a outra e doado para o Museu Nacional da Força Aérea dos Estados Unidos, em Dayton, Ohio.
Em setembro de 2006, depois do Furacão Ernesto ter passado pela área de Bath, na Carolina do Norte, Kevin Schanze, então com onze anos de idade, encontrou uma peça de metal em uma praia próxima de sua casa. Schanze e um amigo descobriram um "adesivo" na peça de metal de apenas 91 centímetros, que após mais alguns inspeções revelou ser uma cópia desbotada do emblema de missão da Apollo 16. A NASA posteriormente confirmou que o pedaço de metal pertencia ao primeiro estágio S-IC do foguete Saturno V que havia lançado a Apollo 16 para o espaço em abril de 1972. A peça foi devolvida para a NASA depois da confirmação de sua origem e Schanze, então com dezesseis anos, foi convidado junto com sua família em julho de 2011 para um passeio de acesso completo ao Centro Espacial Kennedy e recebeu um lugar privilegiado para acompanhar o lançamento da STS-135, a última missão do Programa Ônibus Espacial.